# Disputa privind denumirea Golfului Persic

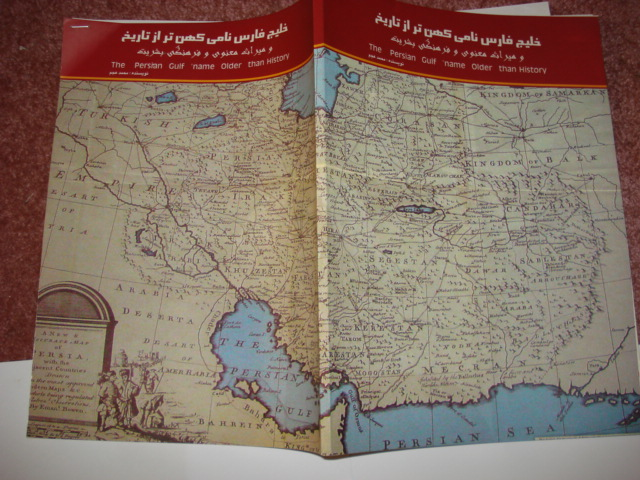
Harta Golfului Persic

Disputa privind denumirea Golfului Persic
Disputa privind denumirea Golfului Persic tratează originea numelui întinderii de apă cunoscută istoric și pe plan internațional ca Golful Persic (persană : خلیج فارس), după numele Persiei.
Acest nume a fost contestat de unele țări arabe încă din anii 1960, de la apariția apariția pan-arabismului și a naționalismului arab, rezultând în inventarea toponimului „Golful Arab” (arabă: الخليج العربي‎) folosit de unele țări arabe, a denumirii de „Golful” și de alte alternative, cum ar fi „Golful Basra”, așa cum a fost cunoscut în timpul guvernării otomane a regiunii. 

## Prezentare generală
Pe aproape toate hărțile tipărite înainte de 1960 și în majoritatea tratatelor, documentelor și hărților internaționale moderne, această întindere de apă este cunoscută sub denumirea de Golful Persic . Aceasta reflectă utilizarea tradițională a denumirii din timpul geografilor greci Strabo și Ptolemeu, precum și realitățile geopolitice ale vremii, cu un puternic Imperiu persan care cuprindea întreaga coastă de nord, și a emiratelor locale care se întindeau pe coasta arabă.  A fost menționat drept Golful Persic de către scriitorul creștin arab Agapius, din secolul al X-lea. Potrivit autorilor Philip L. Kohl, Mara Kozelsky și Nachman Ben-Yehuda în lucrarea lor „Amintiri selective”, Sir Charles Belgrave (consilier britanic al conducătorului Bahrainului) a fost „primul occidental care a folosit și a pledat pentru numele de„ Golful Arab”, prima dată în revista Soat al-Bahrain (Vocea Bahrainului ) în 1955”. Mohammad Ajam de la Fundația Centrul de Studii din Golfului Persic este de acord cu acest lucru, menționând că țările arabe au folosit termenul de „Golful Persic” până în anii ’60. Cu toate acestea, odată cu ascensiunea naționalismului arab din acel deceniu, unele țări arabe, inclusiv cele care se învecinează cu Golful, au adoptat o utilizare pe scară largă a termenului الخليج العربي ( al-Khalīj al-ʻArabī; Golful Arab sau Golful Arab) pentru a face referire la această cale navigabilă. Teymoor Nabili (unul dintre prezentatorii  Al Jazeera English) a spus că, „ironic, printre principalii factori ai mișcării de schimbare au fost percepțiile arabe că Iranul, condus de Washington, a sprijinit Israelul în timpul războiului arabo-israelian din 1973”. Aceasta, însoțită de influența în descreștere a Iranului asupra priorităților politice și economice de limbă engleză ale lumii occidentale, au dus la o acceptare tot mai mare, atât în politica regională, cât și în cea mai mare parte a afacerilor legate de petrol, a noii convenții de denumire alternativă a „Golfului Arab” în țările arabe.

Capturarea Bagdadului de către Imperiul Otoman în 1534 a dat Turciei acces la Oceanul Indian prin portul Basra din capul Golfului Persic. Acest lucru a coincis cu eforturile timpurii de realizare a hărților de către Gerard Mercator , al cărui glob terestru din 1541 încearcă să ofere cele mai actualizate informații, numind golful Sinus Persicus, nunc Mare de Balsera („Golful Persic, acum Marea Basra”).  Cu toate acestea, pe harta sa mondială din 1569, numele este schimbat în Mare di Mesendin (după peninsula Ra's Musandam , în Omanul actual ), în timp ce rivalul său Abraham Ortelius, pentru atlasul mondial din 1570, a optat pentru Mare El Catif, olim Sinus Persicus (după portul arab Al Qatif ), dar a etichetat intrarea în golf - actuala strâmtoare Hormuz  - drept Basora. Fretum (Strâmtoarea Basra).  Dintre toată această confuzie, vechiul nume s-a reafirmat treptat în secolul al XVII-lea, dar Turcia folosește în continuare denumirea de „Golful Basra” ( Basra Körfezi ) astăzi în turcă.

### Alternative propuse
În țările arabe, termenii „Golf” și „Golful Arabiei” sunt preferați:
„Golful” se referă la corpul de apă cunoscut sub numele de Golful Arabiei în țările CCG sau Golful Persic la care se face referire în multe alte locuri.

### Punctul de vedere al Iranului (Persia)
Iranul folosește doar termenul „Golful Persic” și nu recunoaște de obicei denumirea atunci când este denumit „Golful Arabiei”, doar „Golful” sau orice altă alternativă. Iranul consideră că aceasta din urmă este o utilizare imparțială ci o consideră o contribuție activă la abandonarea numelui istoric. 
Într-un interviu realizat în 1974 de Mike Wallace în 60 de minute,  însuși ultimul șah al Iranului a preferat termenul „Golful Persic” în timp ce vorbea cu Wallace.  În februarie 2010 Iranul a amenințat că va interzice în spațiul său aerian companiile aeriene străine, în special ale țărilor din regiunea Golfului, care nu au folosit termenul „Golful Persic”.  În 2011, președintele Mahmoud Ahmadinejad a ținut un discurs în fața Adunării Generale a Organizației Națiunilor Unite în timpul căruia a spus că singurul nume corect al mării dintre Iran și peninsula arabă a fost Golful Persic și el a respins folosirea oricăror altor nume ca „nelegitimă și nulă”. 
Iranul a desemnat oficial 30 aprilie Ziua Națională a Golfului Persic. Data coincide cu aniversarea campaniei militare de succes a lui Abbas I al Persiei, când marina portugheză a fost alungată din strâmtoarea Hormuz în capturarea Ormuz (1622) . Decizia a fost luată de Înaltul Consiliu al Revoluției Culturale, prezidat de fostul președinte Mohammad Khatami, menționând că o campanie lansată în 2009 de anumite state arabe de redenumire a Golfului Persic a fost motorul din spatele deciziei. Poșta iraniană a emis o serie de timbre care marchează această zi.

### Punctul de vedere al arabilor
Statele arabe din Golful Persic preferă utilizarea termenului de „Golful Arab”. 
Abdel Khaleq al-Janabi, un istoric al Arabiei Saudite, a spus: „Acest nume [Golful Persic] a fost păstrat de cărțile de istorie și de istoricii arabi, precum Ibn Khaldoun și Ibn al Athir . Este, de asemenea, în tratate semnate între guvernatorii golfului și britanicii care au dominat regiunea de la începutul secolului al XX-lea ... Din punct de vedere științific și istoric, de la Alexandru cel Mare a fost numit Golful Persic ”. El a spus că este „fără temei” să pretindă că romanii l-au numit „Golful Arabiei”. „Lucrurile nu s-au schimbat până când Nasser a ajuns la putere și apariția naționalismului arab. Arabii au început apoi să folosească numele de Golful Arabiei ”, a adăugat el.

Într-un interviu acordat lui Al Wasat , scriitorul din Bahrain , Hussain al-Baharna, a spus că unul dintre motivele disputei privind numirea „Golfului Arabic drept Golful Persic” este că Marea Roșie a fost numită Golful Arabiei pe atunci [ timp? ] , care „a împiedicat Golful Arabiei să fie numit Golf Arabic și, în schimb, numele Golf Persic a devenit comun”.  Și mulți cărturari de seamă și lideri politici și religioși precum profesorul Abdelhadi Tazi , Ahmad al-Saraf, Abdelilah Benkirane(Prim-ministru al Marocului 2011-2013), Abdul Monem Saeed, Abdul Khaliq al-Janabi, Qaradawi, generalul Majdi Omar, fost prim-adjunct al Consiliului de apărare național egiptean din ultimele decenii au comentat autenticitatea numelui persanului Golful și lipsa justificării pentru schimbarea numelui. 

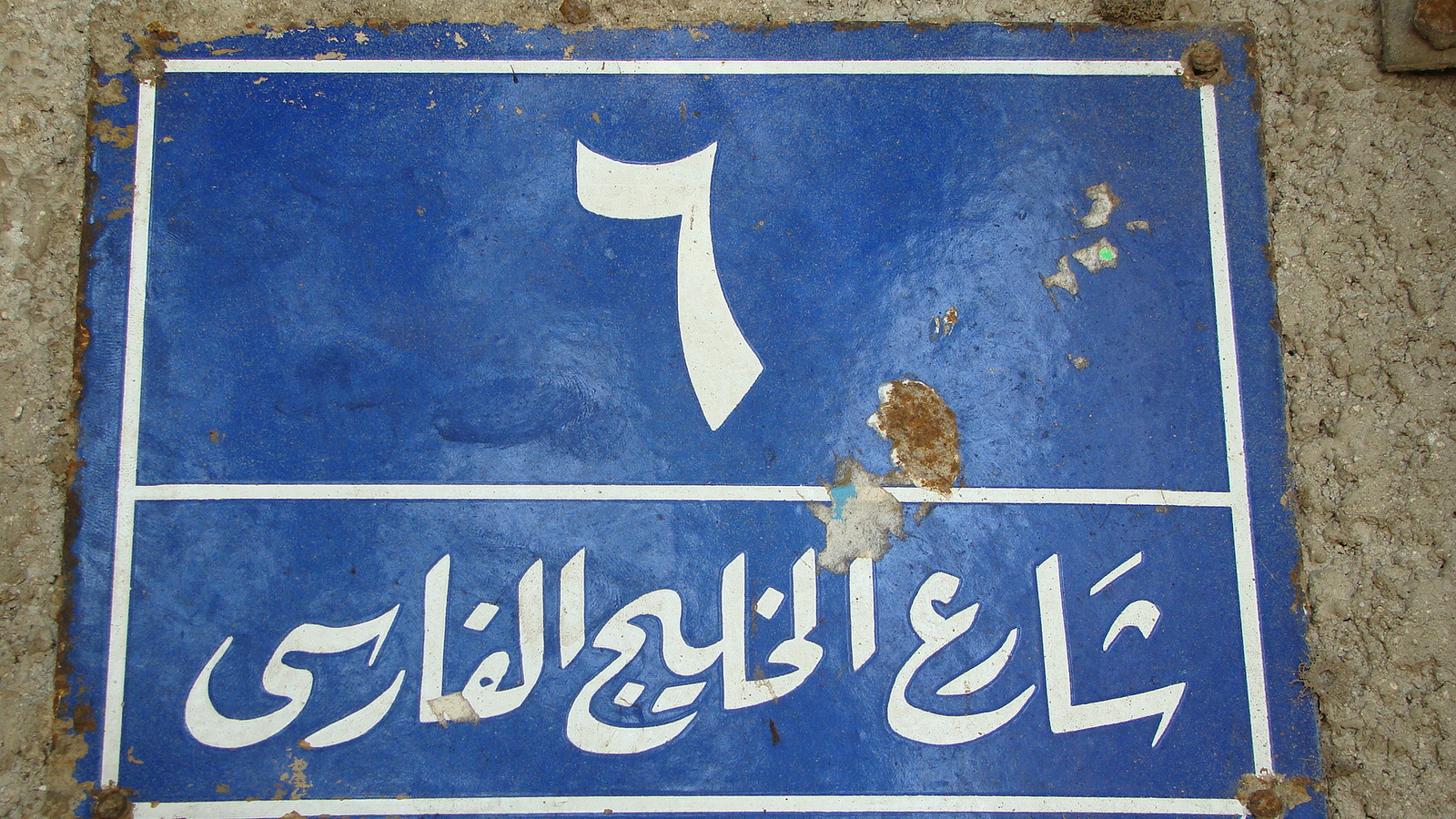
Shāri' al-Khalīj al-Fārsī (arabă شارع الخليج الفارسي), Golful Persic Street in Cairo,
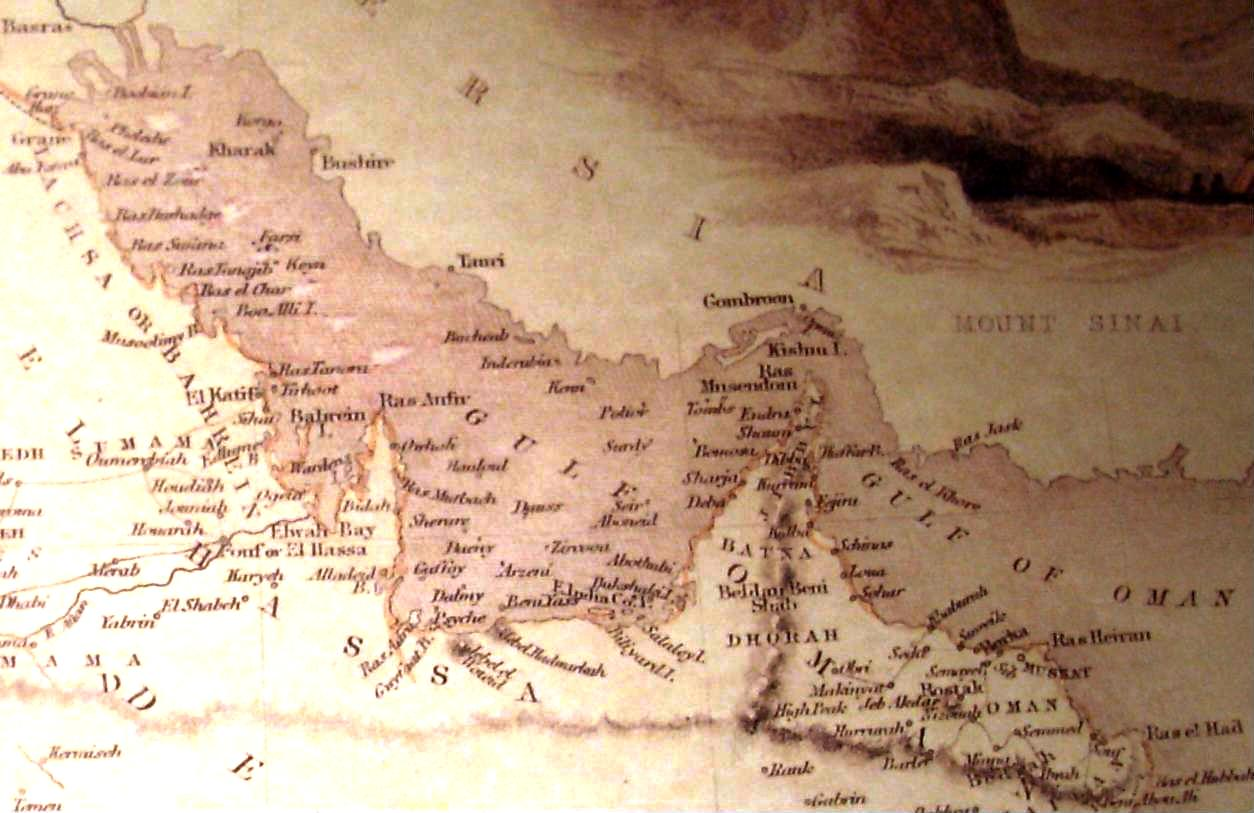
A historical map of the Persian Gulf in Saeed Al Maktoum House, Dubai, . The word "Persic" erased from the phrase "Golful Persic".

## Punctul de vedere al părților terțe

### Organizația Națiunilor Unite
Conform cărții Documente privind numele Golfului Persic (pp. 92-98), Secretariatul Națiunilor Unite și agențiile sale specializate au solicitat personalului său să folosească doar „Golful Persic” ca denumire geografică standard.
Grupul de experți al Națiunilor Unite privind denumirile geograficea discutat problema numirii în timpul celei de-a 23-a sesiuni, care a avut loc la Viena în perioada 28 martie - 4 aprilie 2006. Potrivit raportului întâlnirii, „Este interesant faptul că dintre 6000 de hărți istorice existente publicate până în 1890, există doar trei hărți care menționează numele Golfului Basreh, Golful Ghatif și Golful Arab, pe lângă care poate fi denumit și numele golfurilor mici situate pe coasta cu utilizare locală precum Golful Chah Bahar, Golful Siraf, Golful Basreh, Golful Ghatif, Golful Bahrain , ... dar astfel de nume nu se aplică întregului Golf Persic. Este evident că utilizarea promoțională de către arabi a celor trei hărți menționate anterior, a căror identitate și originalitate nu sunt clare, în comparație cu 6000 de hărți și peste 200 cărți istorice și de turism de la Irastus la Herodot la Estakhri și Ibn Houghal,care au numit toți corpul de apă, Golful Persic, nu vor avea nicio valoare. "
Raportul mai menționează că „orice modificare, distrugere sau modificare a denumirilor înregistrate în actele și hărțile istorice este ca distrugerea operelor antice și este considerată o acțiune necorespunzătoare. Prin urmare, numele trăsăturilor geografice care profită de o identitate istorică unică , nu ar trebui să fie utilizate ca instrumente politice în atingerea unui obiectiv politic, tribal și rasial, sau în orice ciocnire cu interesele naționale și valorile altora, „și în cele din urmă concluzionează„ ... merită menționat faptul că numele Golfului Persic a fost admis în toate limbile vii ale lumii de până acum și în toate țările din întreaga lume, denumiți această mare a Iranului, doar în limba poporului: Golful Persic. Chiar și frații arabi nu trebuie să modifice un nume istoric pentru a avea un golf pe cont propriu,pentru că a existat un gol în propriul nume menționat anterior în lucrările și desenele istorice și geografice, care se numește în prezent Marea Roșie (Bahr Ahmar).

### Organizația hidrografică internațională
Organizația Internațională Hidrografică (IHO), un organism internațional pentru furnizarea de informații hidrografice pentru navigație maritimă la nivel mondial și în alte scopuri, folosește denumirea „Golful Iran (Golful Persic)“ pentru acest corp de apă, în sale standard S-23 (Limite din oceane și mări), secțiunea 41, publicată în 1953.

### Statele Unite ale Americii
Agenția Națională de Informații Geospațiale din Statele Unite GEOnet Names Server (GNS) este „depozitul oficial de ortografii standard pentru toate numele de locuri străine” sancționat de Board of Geographic Names (BGN).  GNS enumeră „Golful Persic” ca nume convențional , împreună cu 14 nume de variante în diferite limbi, precum „Golful Iranului”, „Golful Ajam”, „Golful Basra”, „Golful Arabiei”, „ Golful Persic-Arab "," Golful Fars "și" Golful Farsi ". 
În Studiile de țară ale Golfului Persic publicate în 1993 de Divizia Federală de Cercetare a Bibliotecii Congresului SUA , autorii urmează practica BGN folosind „Golful Persic”, recunoscând în același timp că guvernele Kuweitului, Qatarului, Emiratelor Arabe Unite, Omanului și Bahrain „resping oficial utilizarea termenului Golf Persic - la fel ca alte guverne arabe - și se referă la acel corp de apă drept Golful Arabiei". 
Începând cu anul 1991, datorită cooperării sporite cu statele arabe din Golful Persic , diferite ramuri ale forțelor armate ale Statelor Unite au dat directivelor membrilor lor să folosească „Golful Arabiei” atunci când operează în zonă pentru a urma convențiile locale („Golful Persic” „este încă folosit în publicațiile și site-urile oficiale).  Practica flotei a cincea a Statelor Unite , cu sediul în Bahrain , este de a folosi „Golful Arabiei”.

### Atlasuri și alte canale media
National Geographic Society folosește numele din Golful Persic pentru a se referi la acest corp de apă. În 2004, societatea a publicat o nouă ediție a National Geographic Atlas of the World folosind termenul „Golful Arabiei” ca denumire alternativă (în tip mai mic și între paranteze) pentru „Golful Persic”. Acest lucru a dus la proteste grele de către mulți iranieni, în special comunitatea utilizatorilor de internet și Academia de Iranologie ceea ce a dus la o acțiune a guvernului iranian asupra problemei și interzicerea distribuției publicațiilor societății în Iran. La 30 decembrie 2004, societatea și-a anulat decizia și a publicat o actualizare Atlas, eliminând referința parantetică și adăugând o notă: „Istoric și cel mai frecvent cunoscut sub numele de Golful Persic, acest corp de apă este denumit de unii Golful Arabiei. " 
Cartea de stil AP 2000 explică: Golful Persic este „denumirea de multă vreme” și cea mai bună alegere. "Unele națiuni arabe îl numesc Golful Arabiei. Folosiți Golful Arabiei numai în citate directe și explicați în text că corpul de apă este mai cunoscut sub numele de Golful Persic."
În 2004, disputa privind denumirea Golfului Persic a făcut obiectul unei bombe Google de către un blogger iranian numit Pendar Yousefi.  Acesta a fost efortul combinat al sutelor de bloggeri, webmasteri și forumuri persane care au indicat legături cu cuvântul Golful Arabiei către o pagină de eroare falsificată găsită la acest link . 
Unele atlasuri și mijloace de informare în masă au făcut referire la „Golful” fără nicio calificare adjectivală. Această utilizare este urmată de BBC și The Times Atlas of the World . Iranul nu consideră aceasta o utilizare imparțială și o consideră o contribuție activă la abandonarea numelui istoric. În iunie 2006, Iranul a interzis vânzarea The Economist din motivul de mai sus, după ce o hartă din revistă eticheta Golful Persic drept „Golful”.  Revista a repetat acest act în articolul său din 18 februarie 2010 intitulat „Irak, Iran și politica petrolului: diplomație brută”. De asemenea, a folosit numele „Golful Arabiei” în același articol.
Google a plasat anterior atât Golful Persic, cât și Golful Arabiei pe Google Maps . După mai 2012, a eliminat ambele nume din corpul de apă, afirmând că nu numește toate locurile din lume și că nu vrea să ia o poziție politică. Iranienii s-au plâns de schimbare și au început o campanie pe Twitter întrebând „Unde este Golful Persic?”.  Google Earth continuă să afișeze ambele nume, cu excepția cazului în care este vizualizat printr-un server dintr-o țară arabă de pe coasta Golfului, caz în care îl etichetează pur și simplu „Golful Arabiei”.

### Organizații sportive
Un al doilea Joc de Solidaritate Islamică planificat în Iran, inițial programat să aibă loc în octombrie 2009 și ulterior reprogramat pentru aprilie 2010, a fost anulat atunci când Lumea Arabă și Iranul nu au putut conveni asupra utilizării termenului „Golful Persic” în logo-uri și medalii pentru Jocuri. 
În fotbalul de asociere , nivelul superior al sistemului ligii de fotbal iraniene a fost numit Cupa Golfului Persic în august 2006 pentru a promova denumirea persană.  Echipa națională de fotbal din Iran nu participă la Cupa Golfului Arabiei pentru echipele naționale din jurul apelor. 
Liga de fotbal de top din Emiratele Arabe Unite (EAU) a fost fondată în 1973 ca Liga de fotbal a Emiratelor Arabe Unite. În 2007, numele a fost schimbat în EAU Pro-League. Începând din sezonul 2013-14, numele a fost schimbat în Liga Arabiei Golful Arabiei , precum și competițiile lor în Cupa Ligii și Supercupa .  Schimbarea numelui a fost privită ca o renaștere a disputei de numire a Golfului Persic  Iranul acuzând Emiratele Arabe Unite de rasism, și Federația de Fotbal a Republicii Islamice Iran interzicând transferul a lui Javad Nekounam la un club din Emiratele Arabe Unite. În mod similar, Federația de Fotbal a Cupei Golfului Arab a fost înființată în 2016 pentru statele arabe din Golful Persic.

## Link-uri externe
- "Historical, Geographical and Legal Validity of the name: Persian Gulf", Iranian delegation working paper for the 23rd Session of the United Nations Group of Experts on Geographical Names, April 2006
- "The Persian Gulf" and international organisations
- Documente privind numele Golfului Persic, o moștenire veche și eternă” scrisă de Mohammad Ajam,ISBN: 978-600-90231-4-1
- PERSIAN GULF IN ANTIQUITY (archived from the original on 2007-04-04), Encyclopedia Iranica
- Factsheet on the Legal and Historical Usage of the "Persian Gulf" – ISG MIT Arhivat în 11 aprilie 2011, la Wayback Machine.
- A repository of Historical maps
- cultural heritage.15/04/2002
- Documents Golful Persic name the eternal heritage ancient time,by Dr.M.Ajam,
- Documents on the Persian Gulf
- 32 historical map Golful Persic
- Occasional Paper of MEI The Persian Gulf: Validity of the Name Issue No. 22 -Monday, 29 November 2010
- What’s in a name? the Persian Gulf The New York Times:
- Persian Gulf: From rich history to security depth
- Statement On Persian Gulf/Arabian Gulf Arhivat în 23 octombrie 2012, la Wayback Machine.

### Golful Persic - galerie

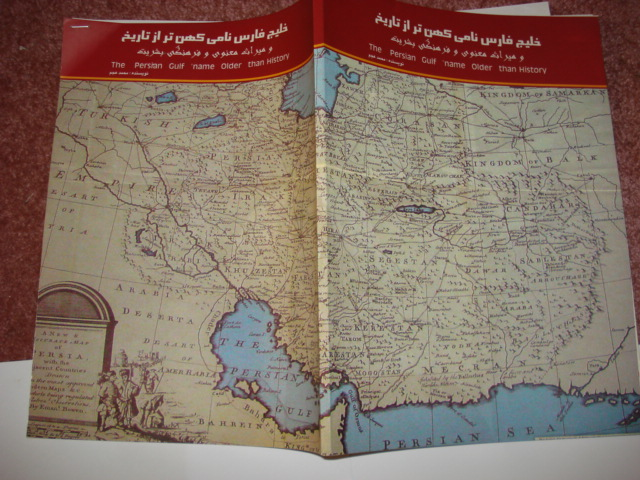
Golful Persic 1747
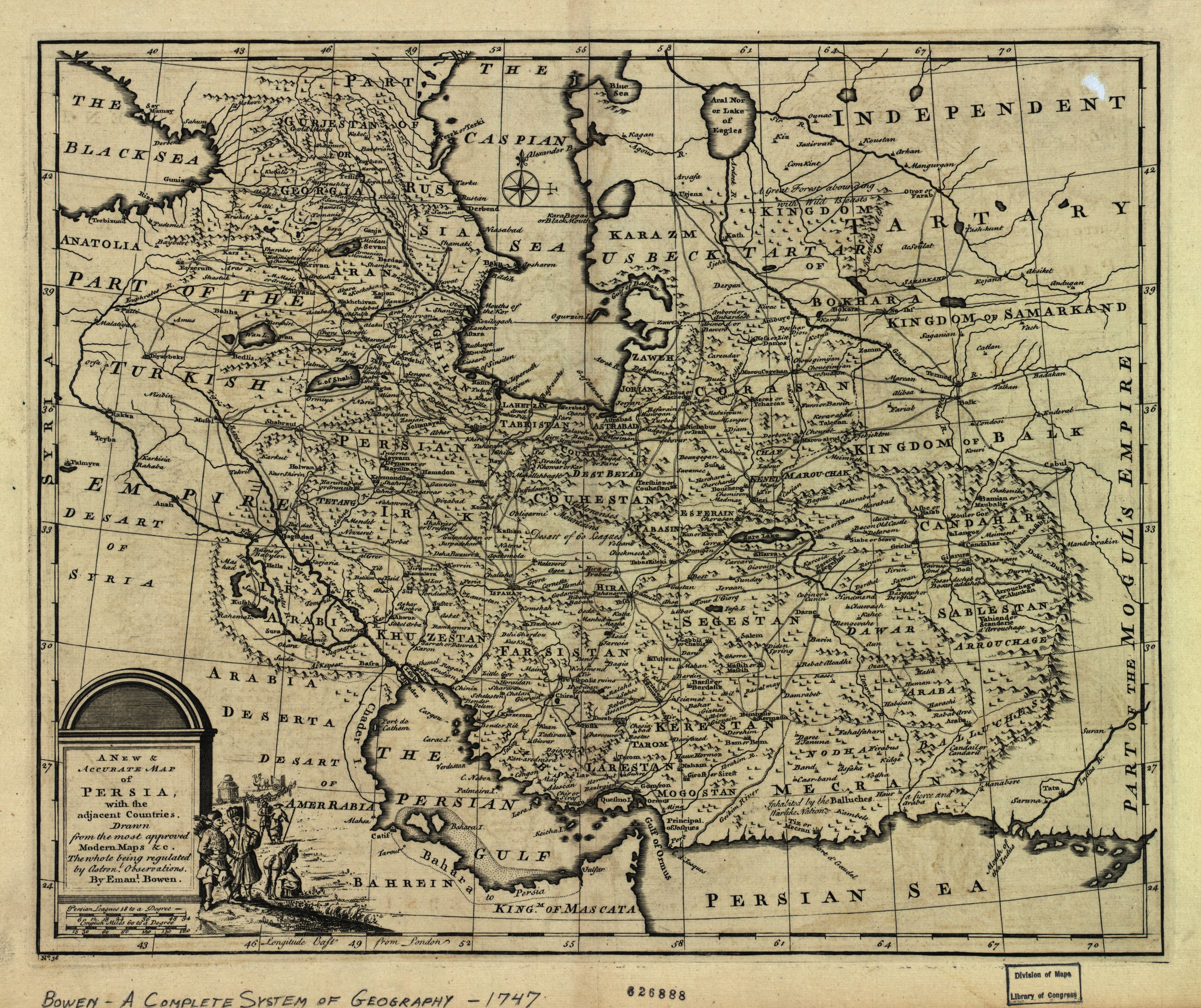
Golful Persic 1747
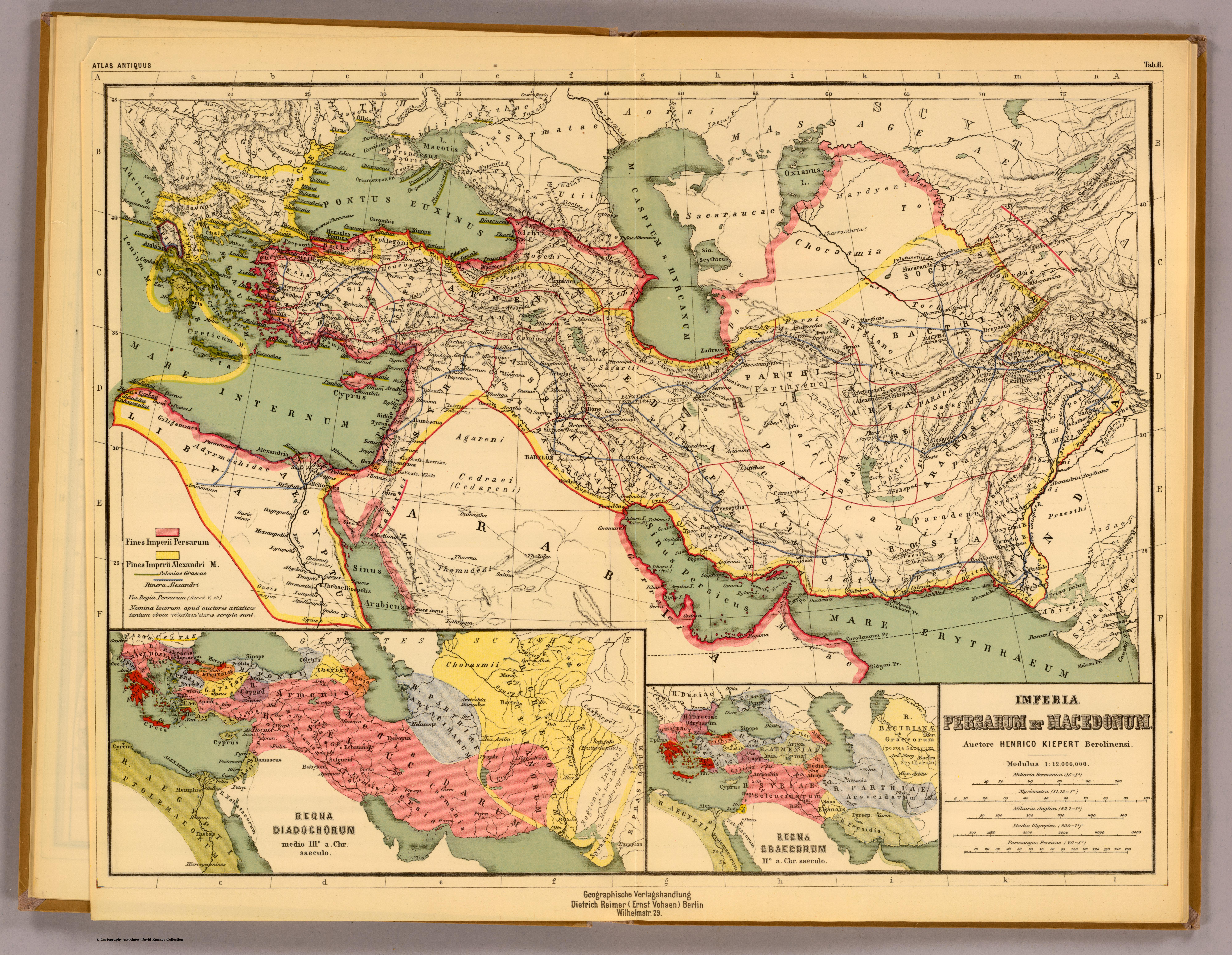
Golful Persic 1903
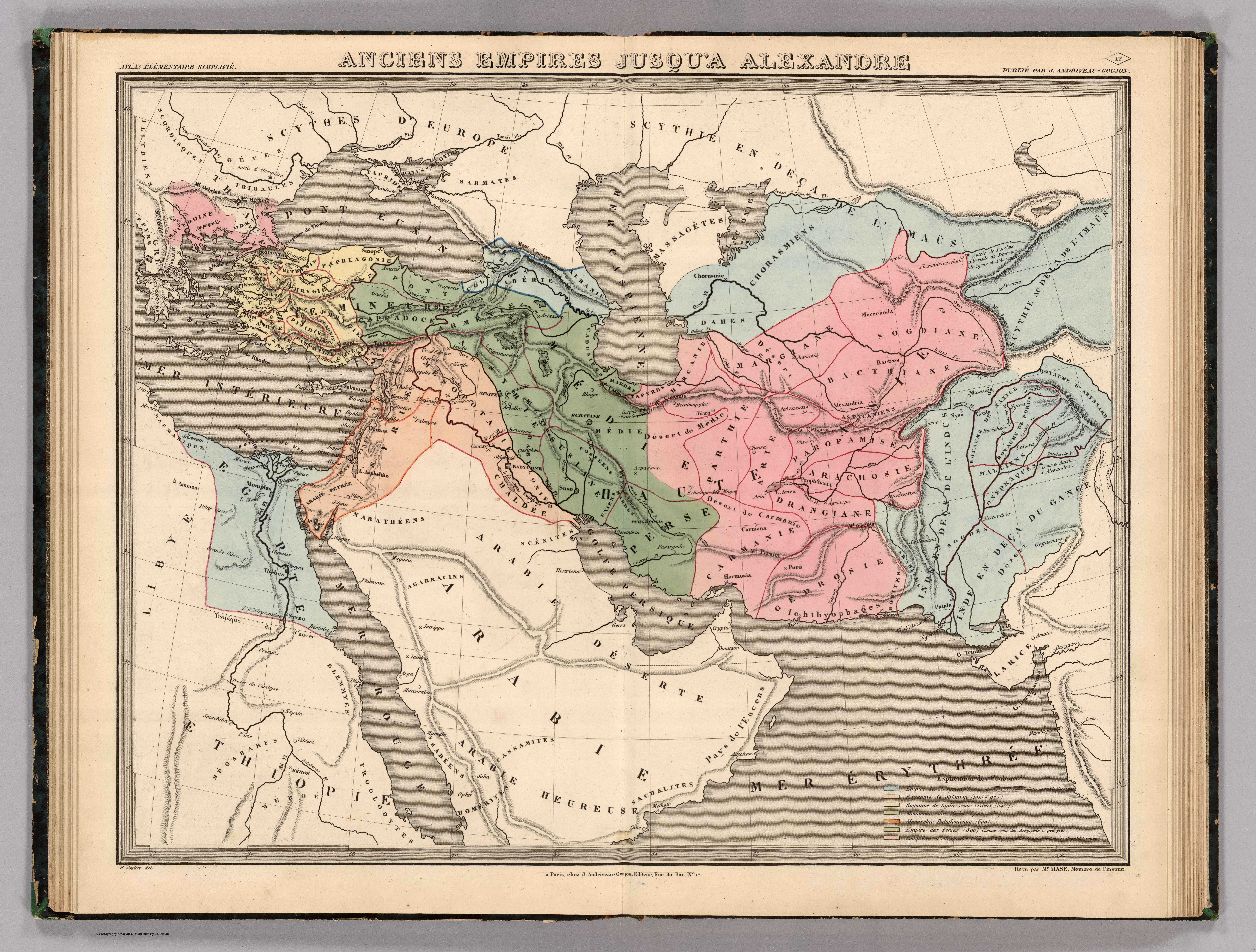
Map of Persian Gulf  1838
An Pomponius Mela 43 AD.Golful Persic
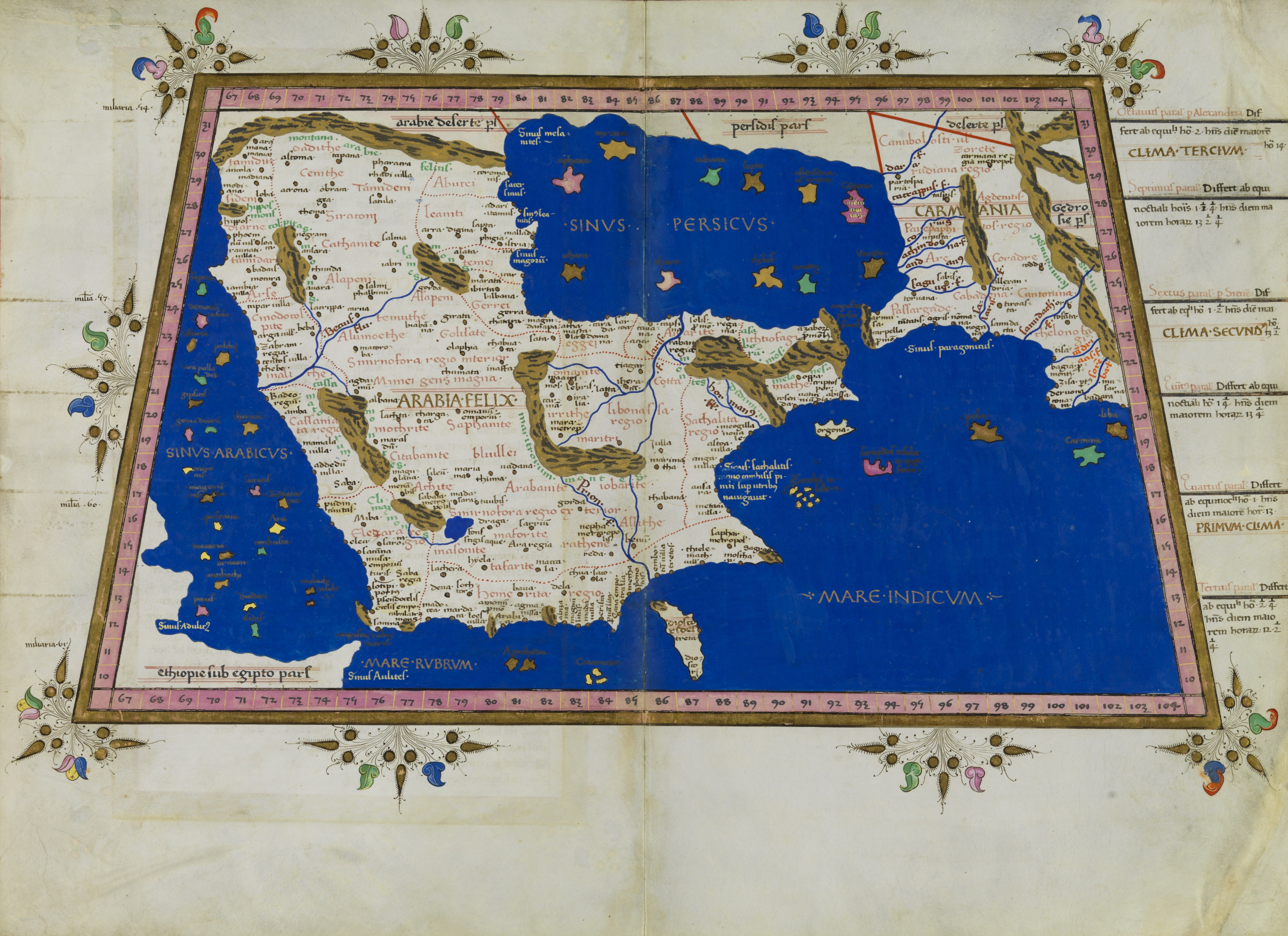
Golful Persic 1467
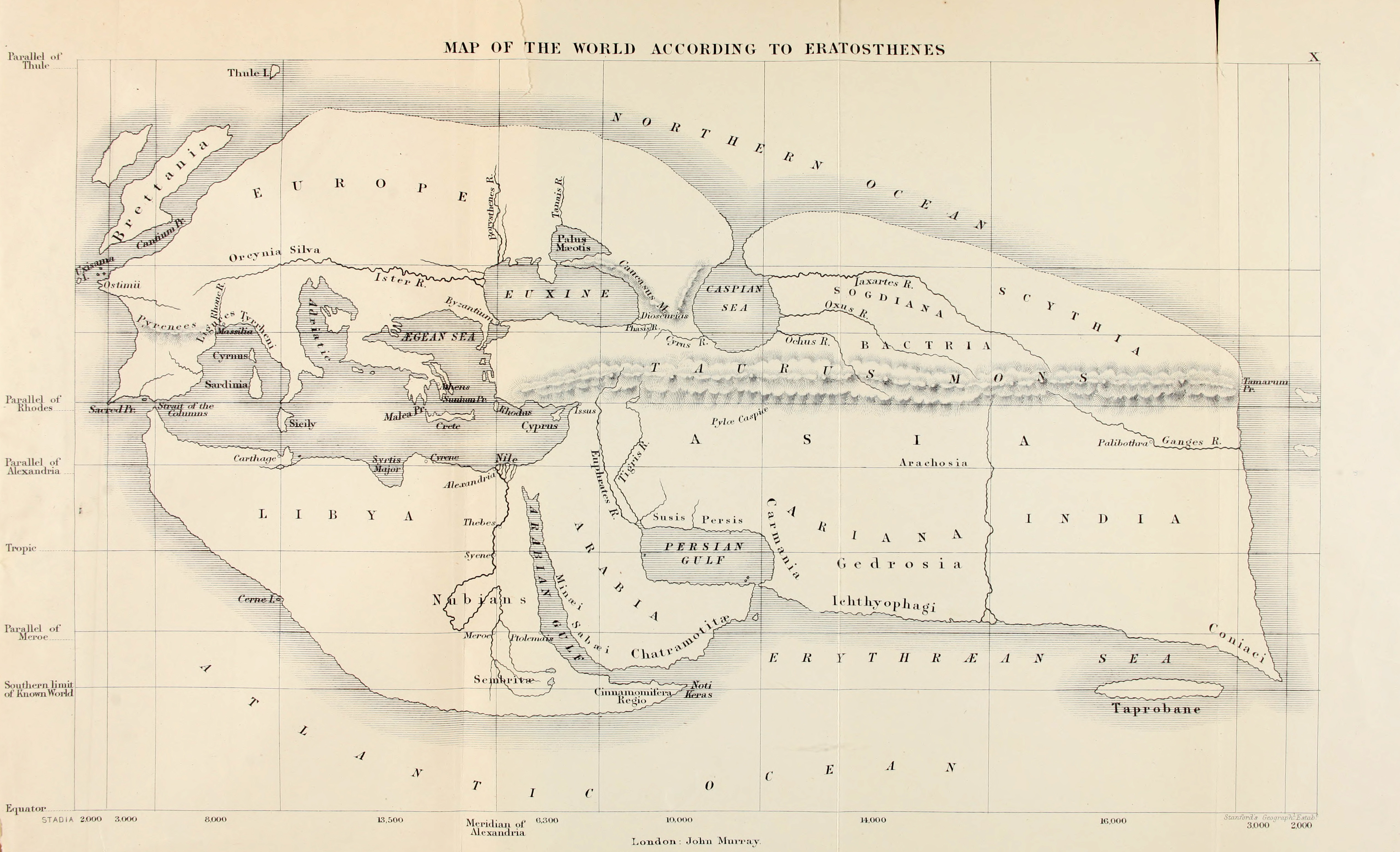
194 BC Eratosthenes 194 Golful Persic
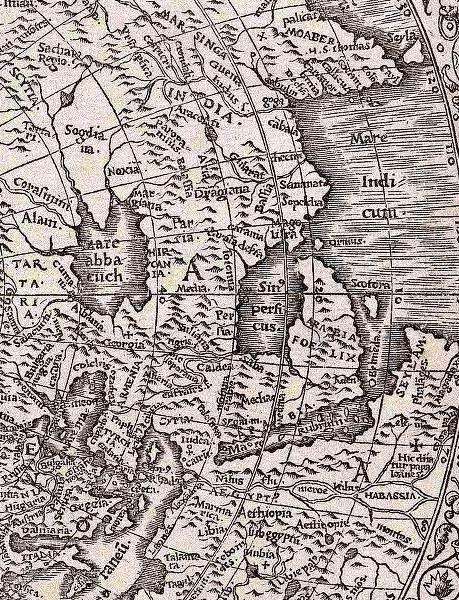
Golful Persic 1531
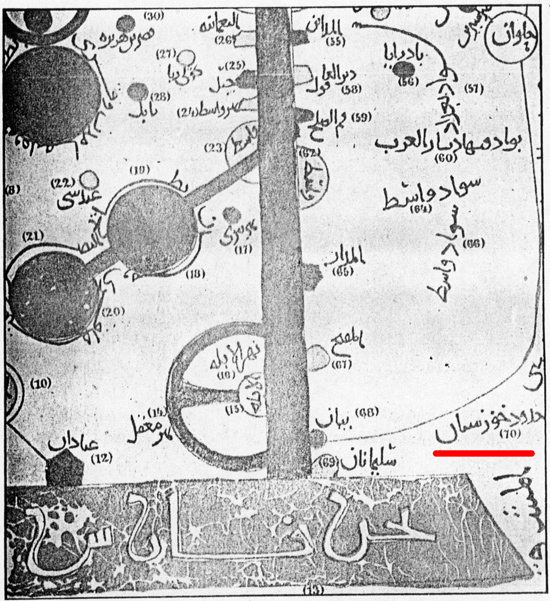
Regional 1200 Golful Persic Istakhri
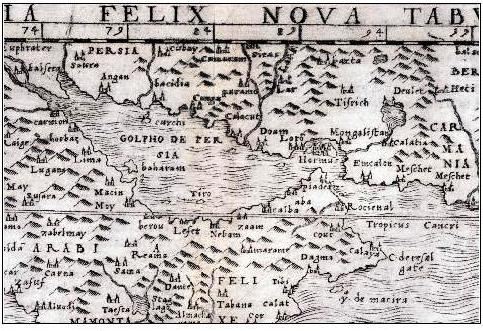
1548 Map Golful Persic
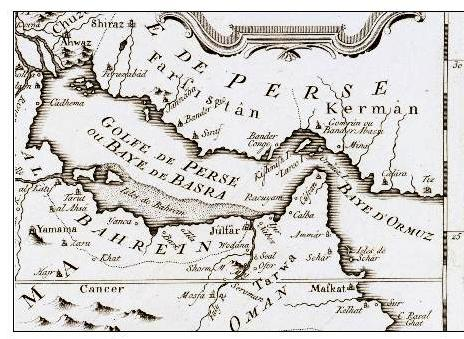
Golful Persic1740
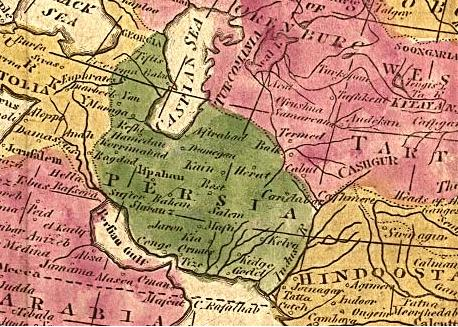
Map Golful Persic 1808
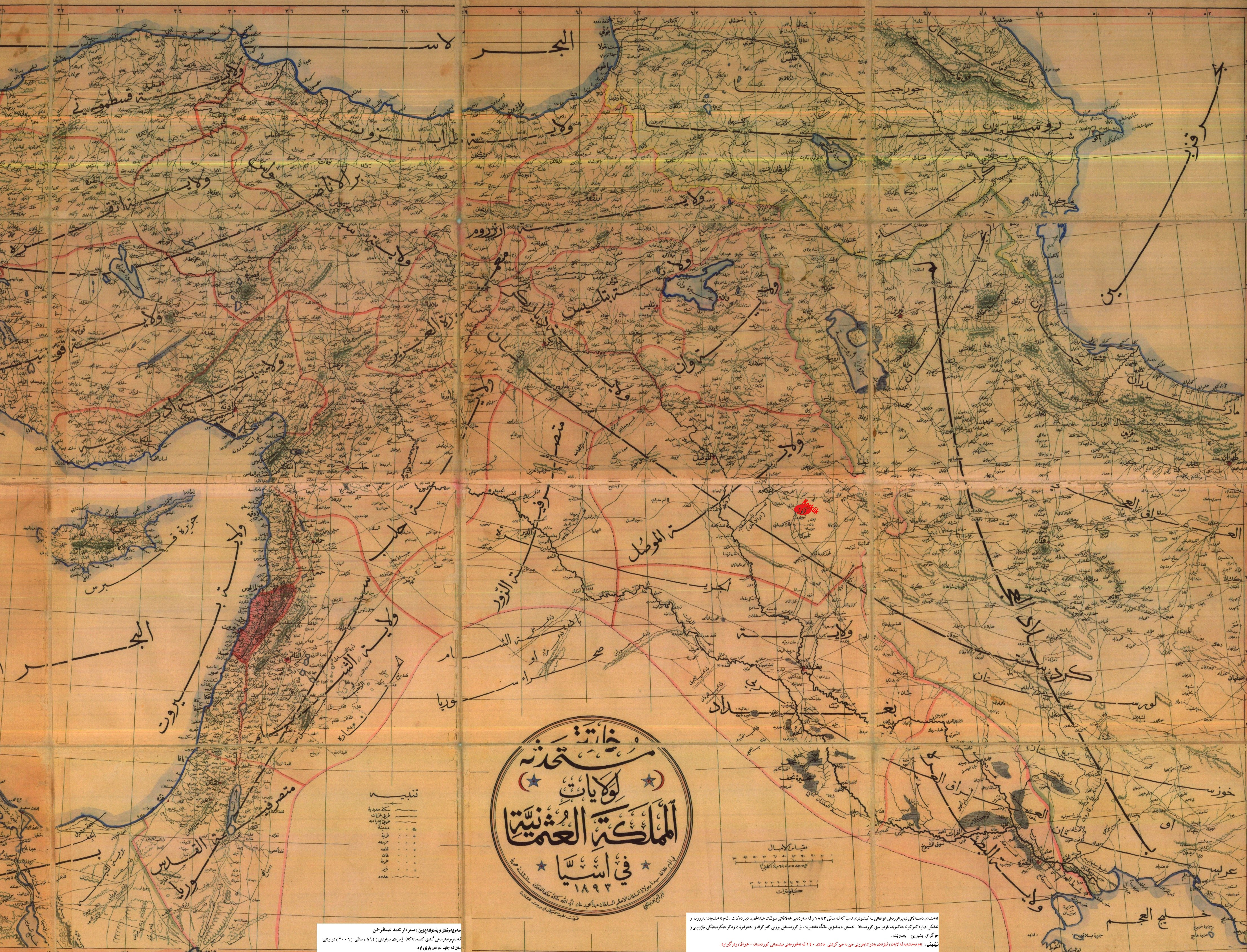
1893 Golful Persic Ajam"
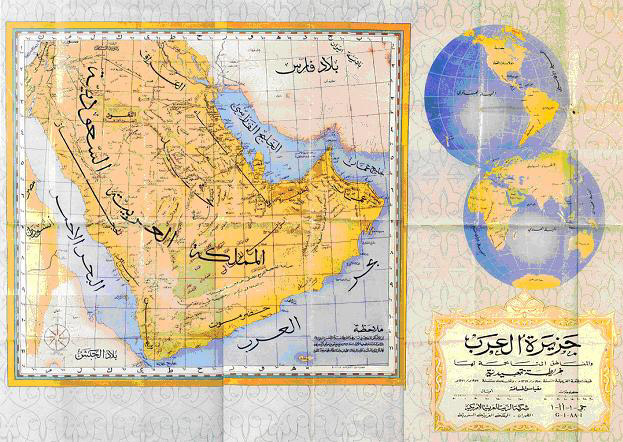
Golful Persic 1952 (الخليج الفارسي).
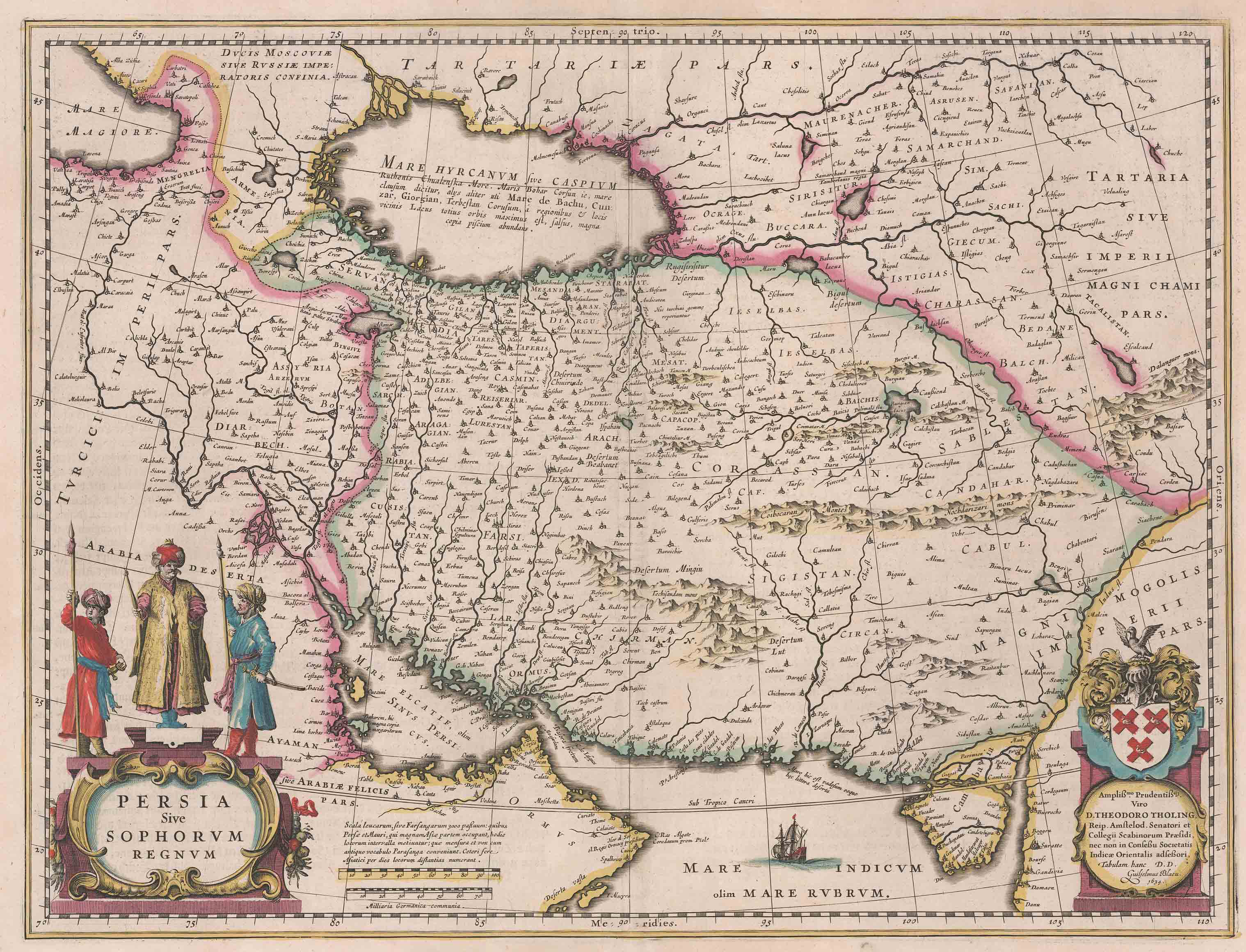
Golful Persic 1640
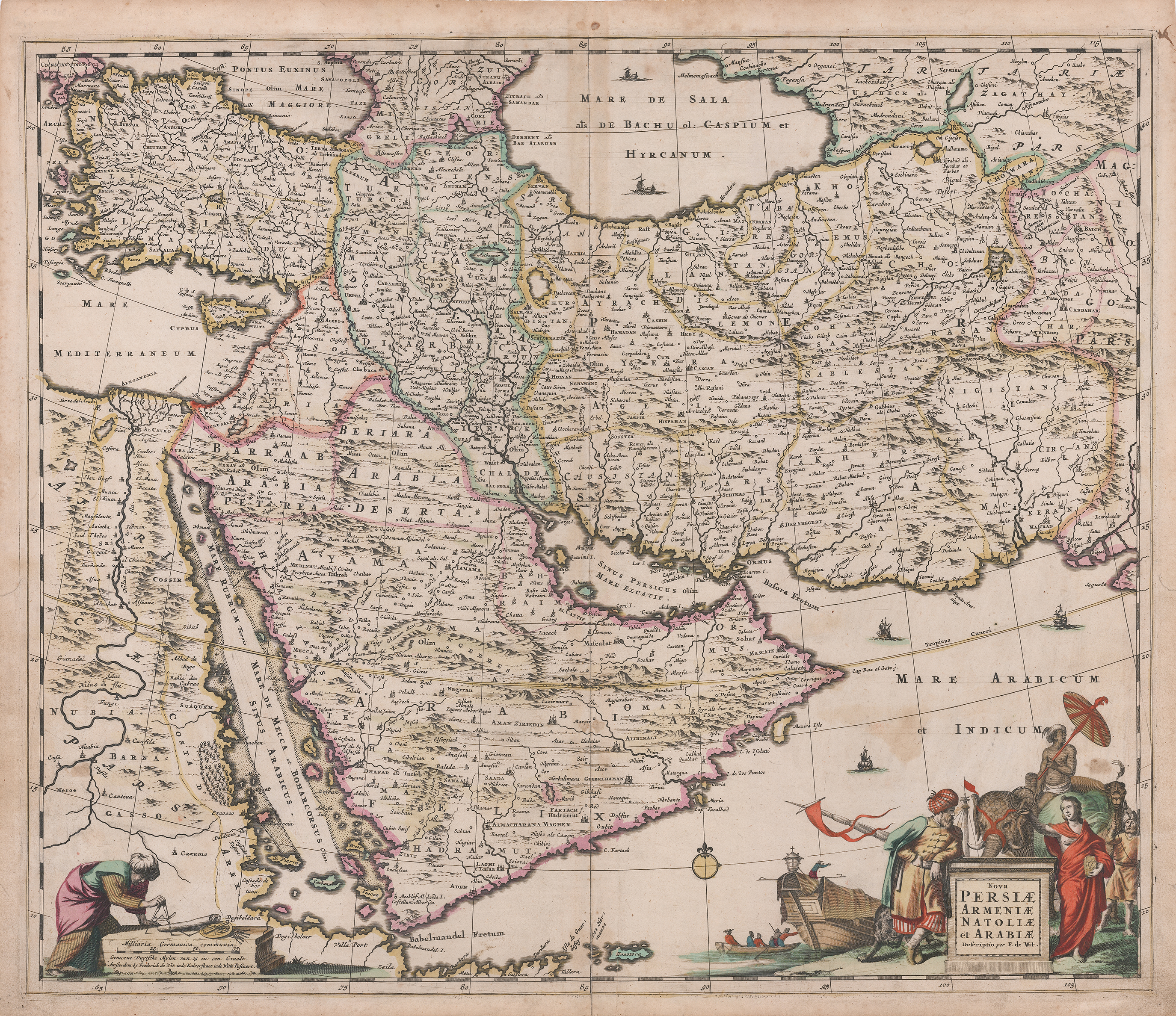
Jacob van Merus, 1680,
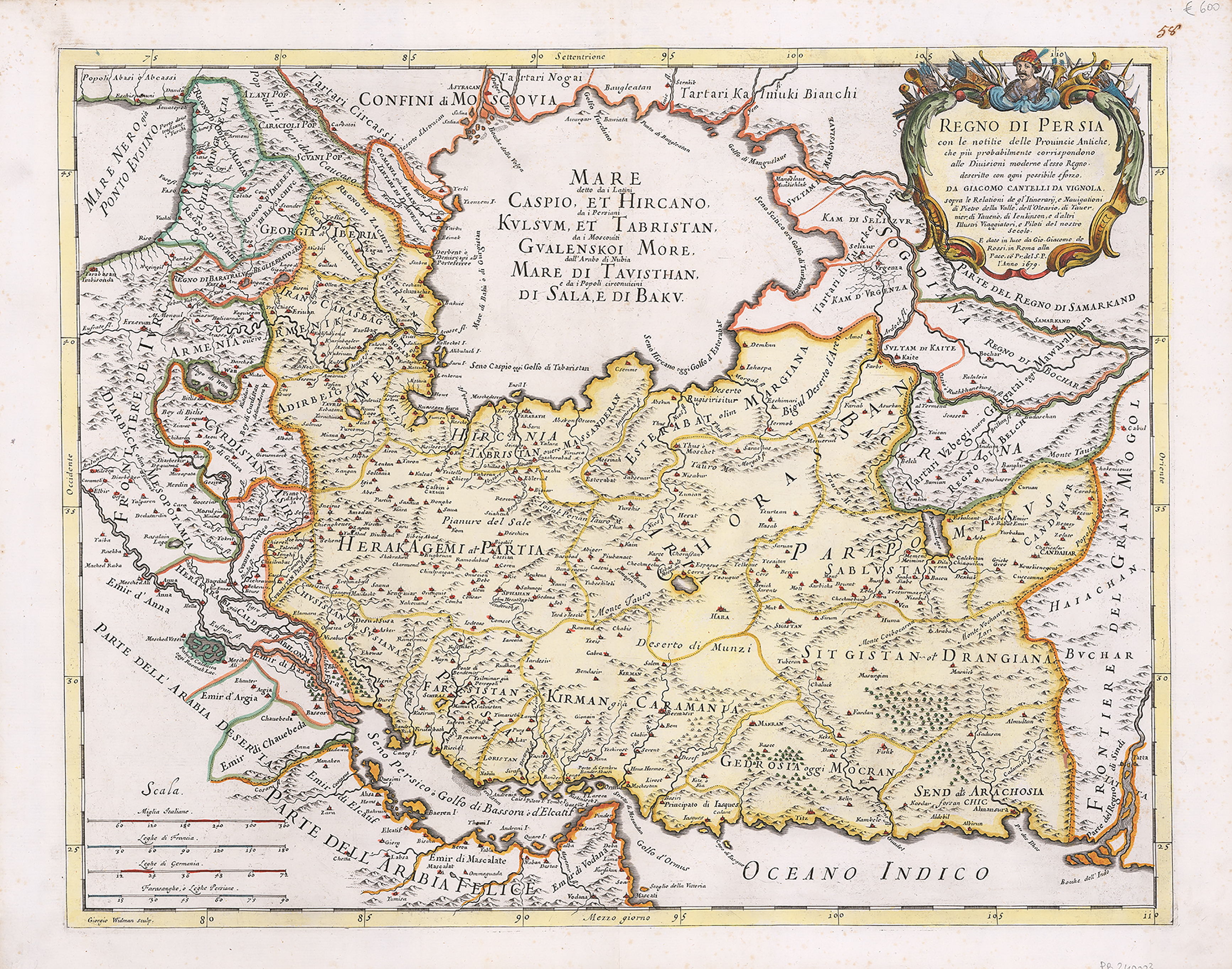
1679 Golful Persic
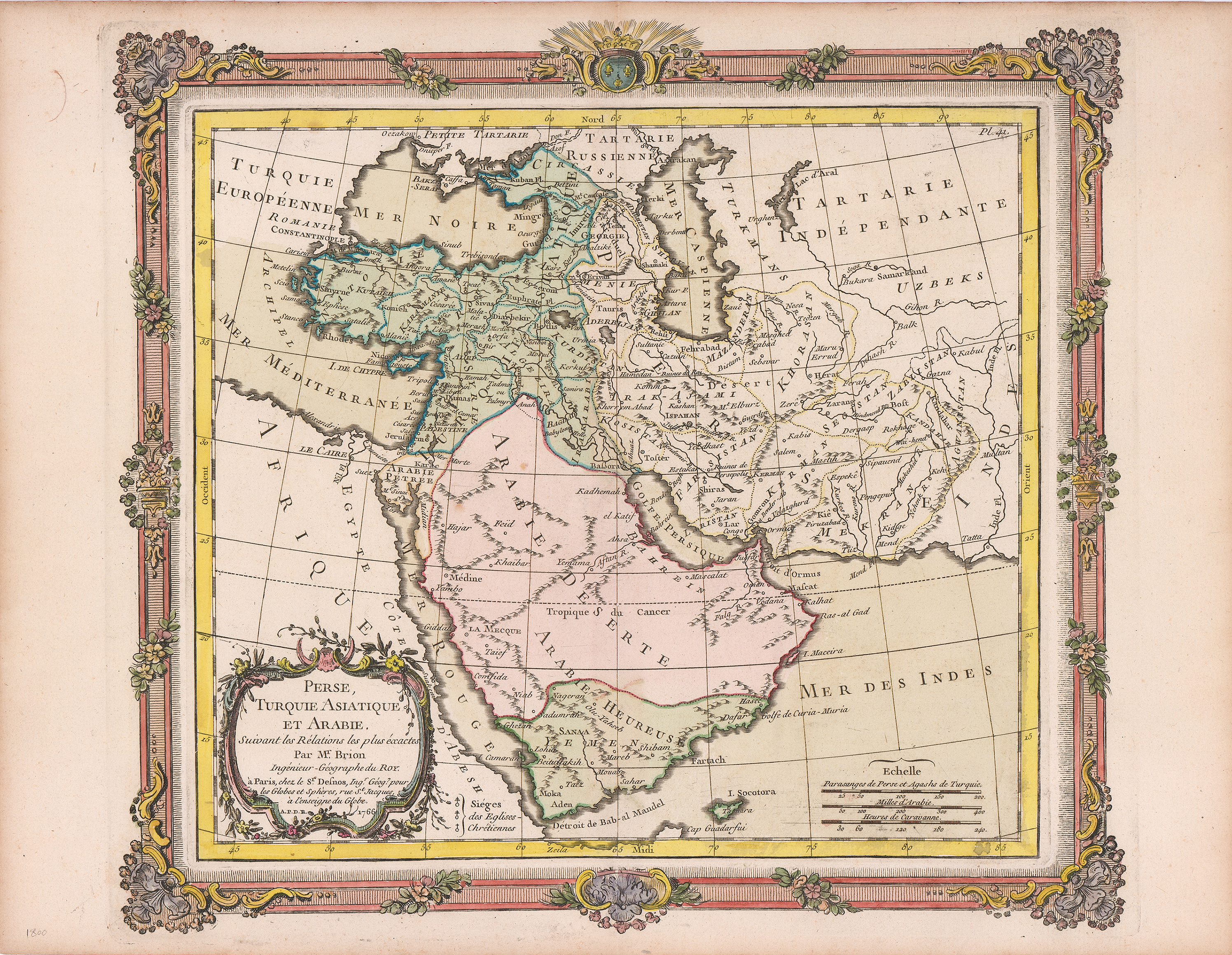
Map of Persian Gulf  1766  Golful Persic
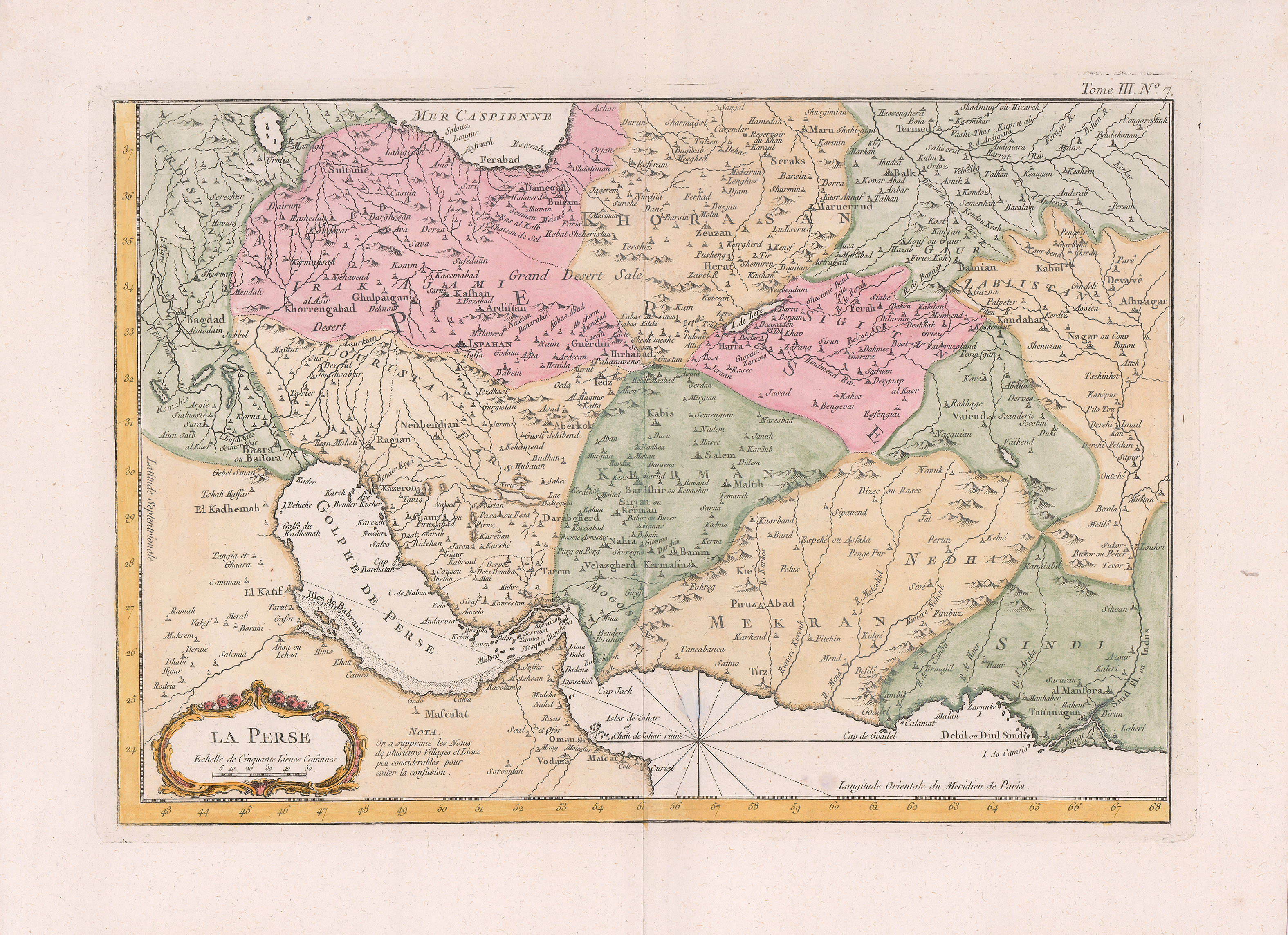
Map Golful Persic 1764
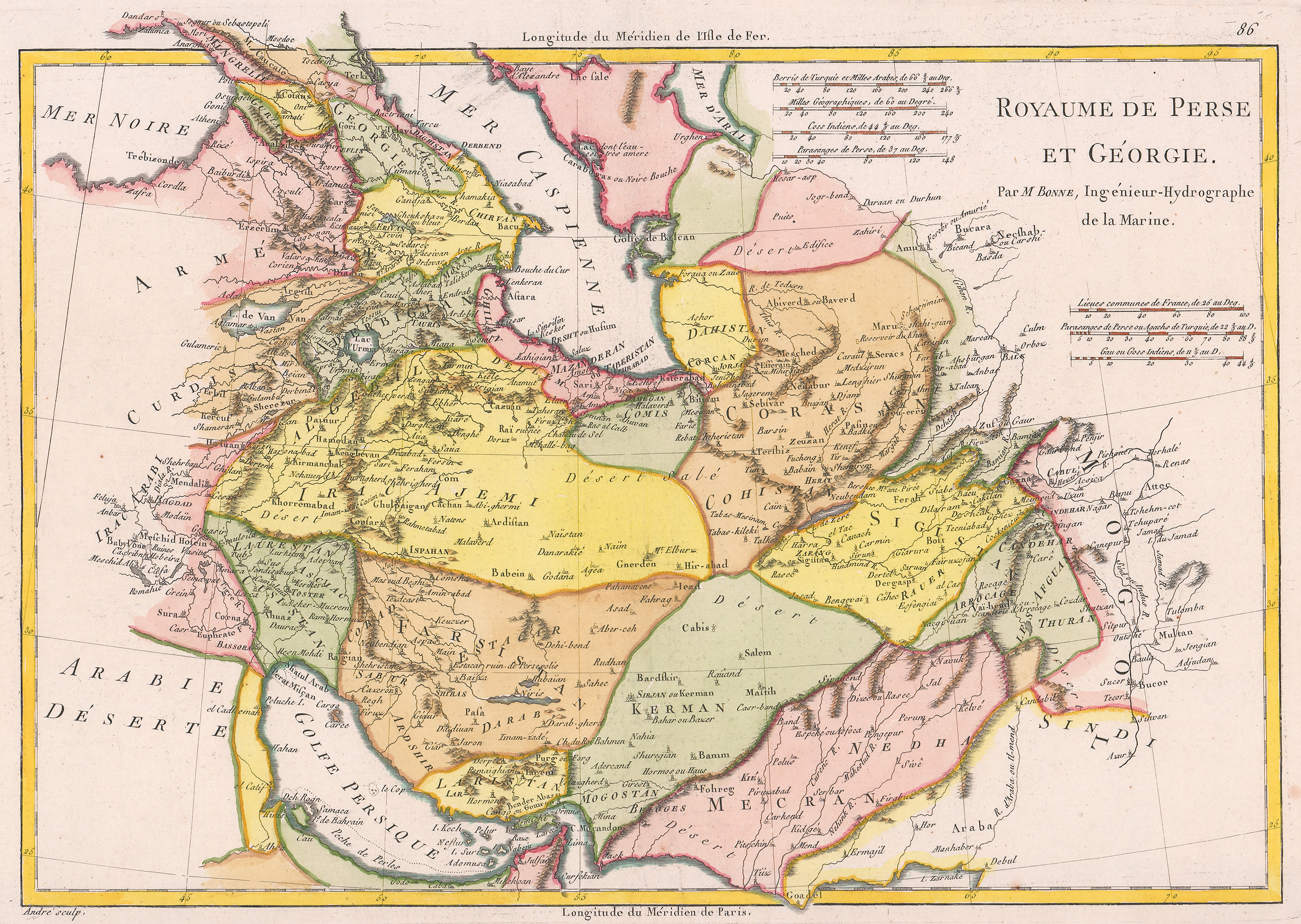
Golful Persic 1780Bonne .
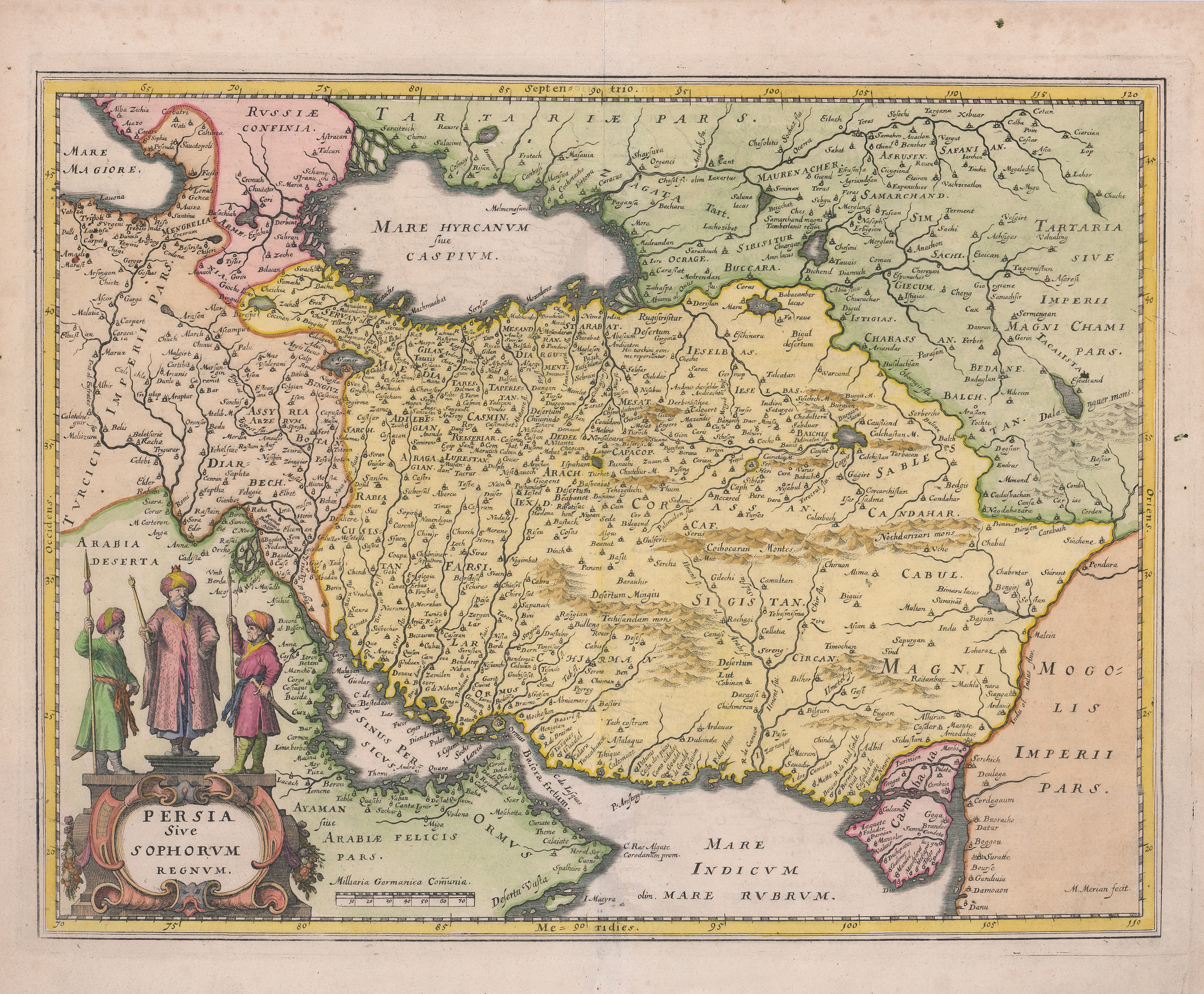
1638 Golful Persic
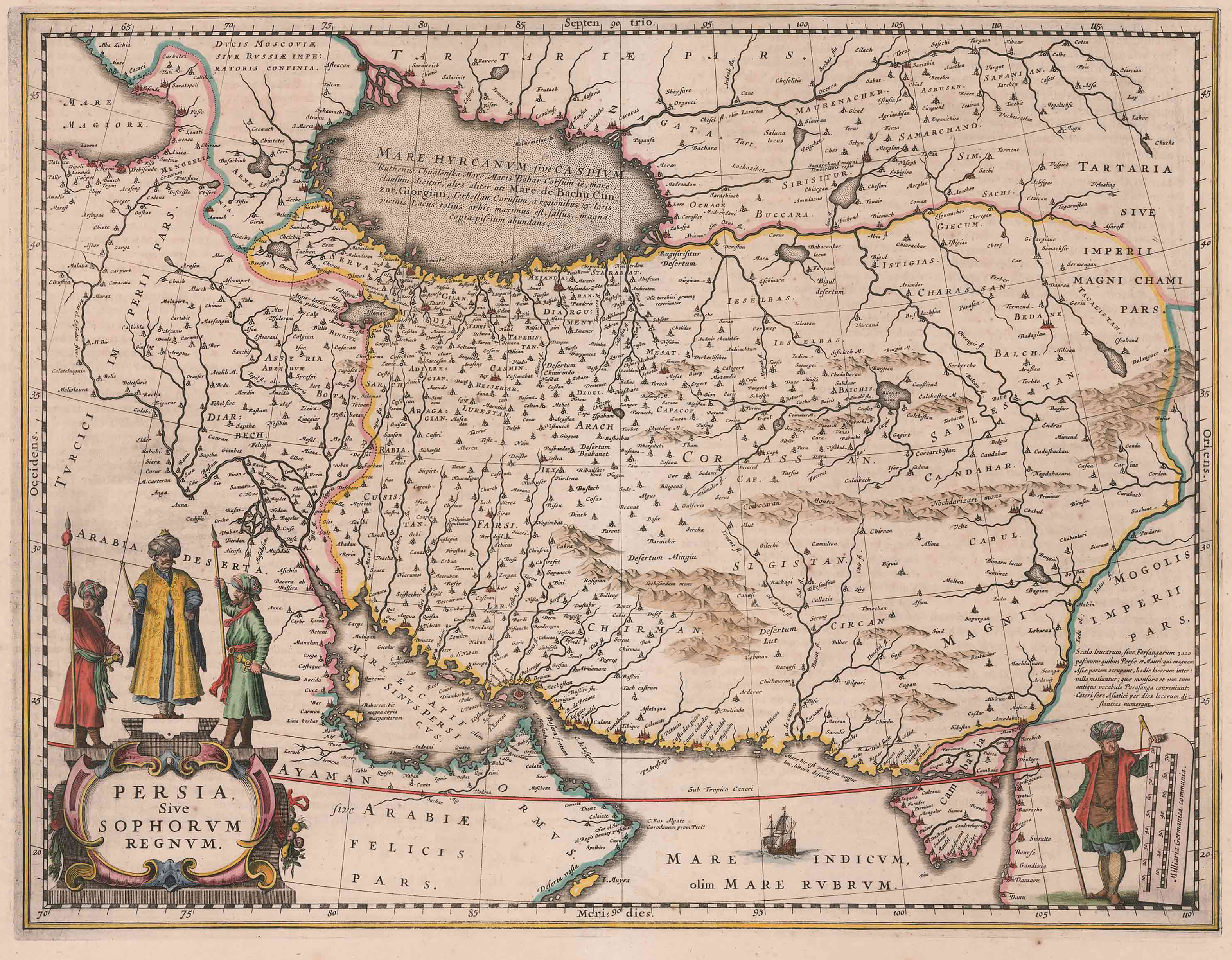
Golful Persic 1640
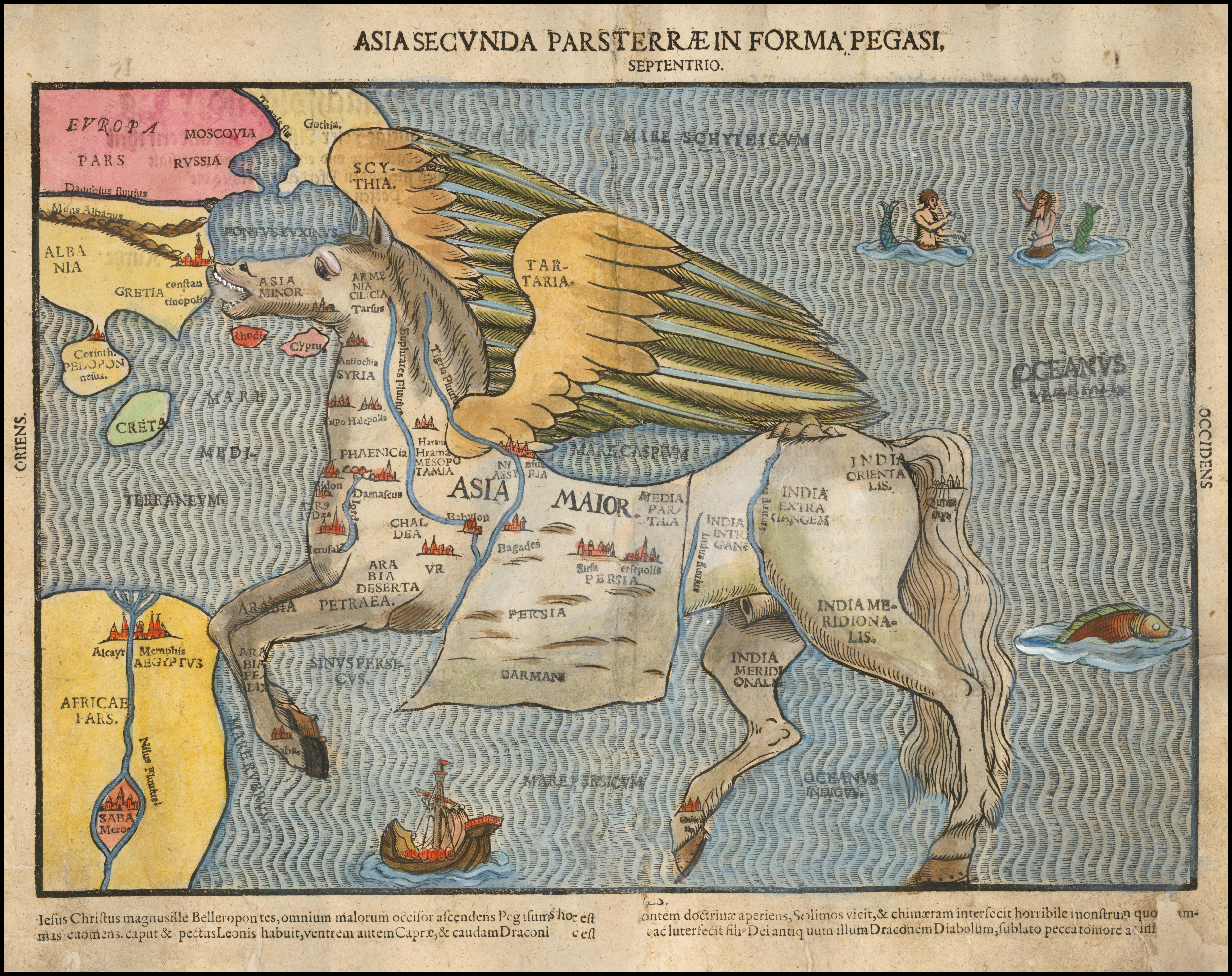
Golful Persic 1581
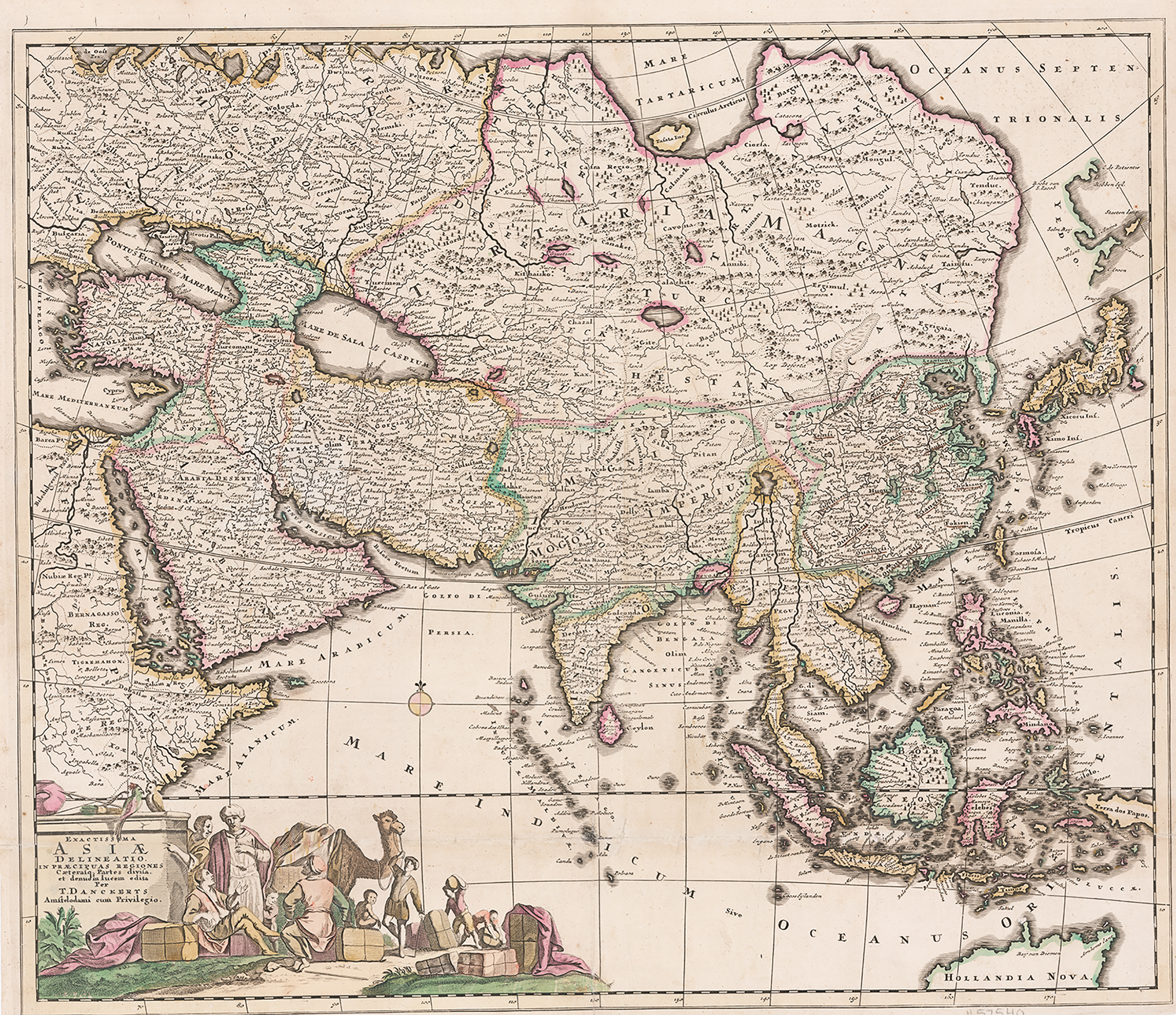
Golful Persic 1685 (1700 ca)
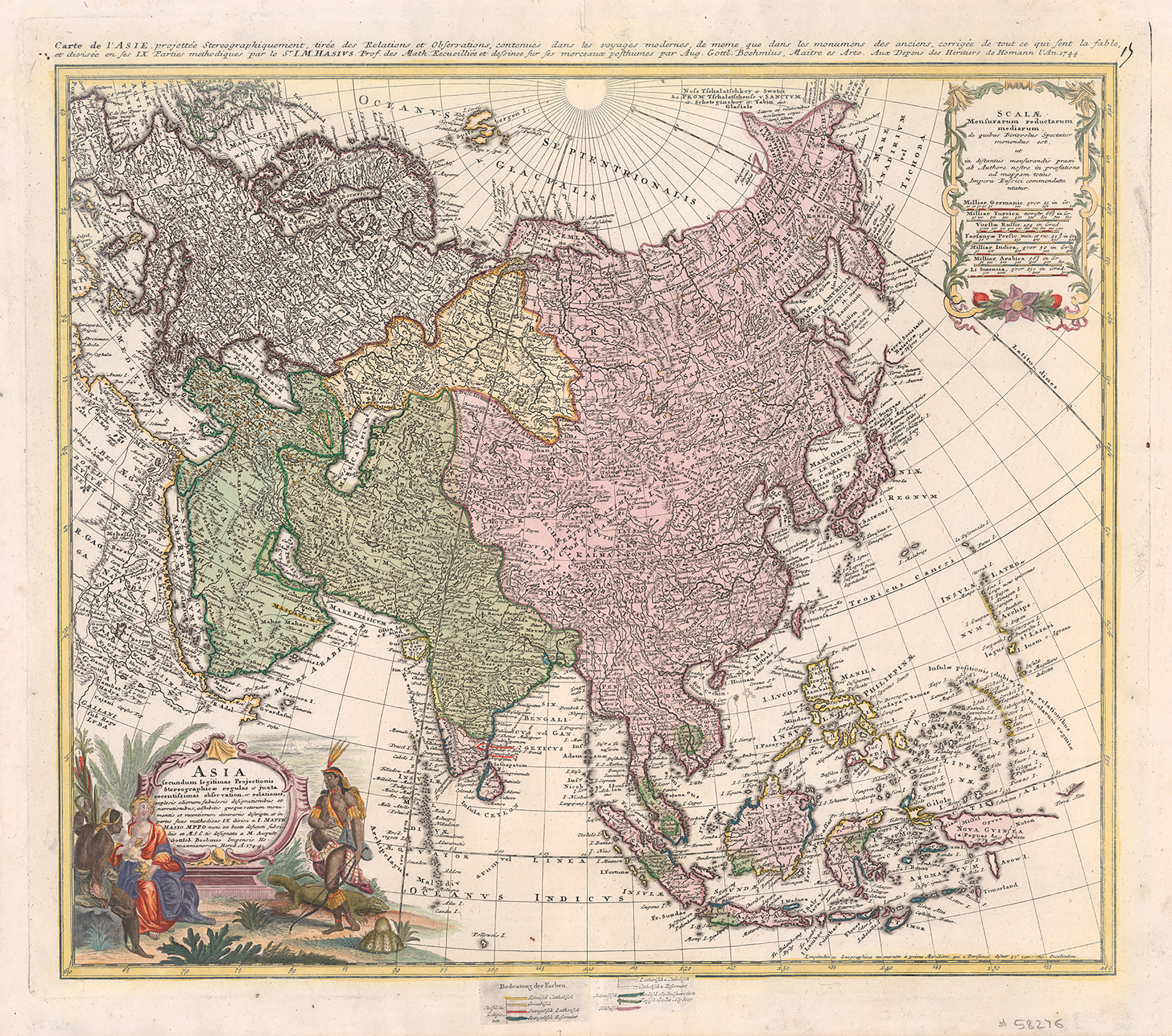
1744 .Map Golful Persic
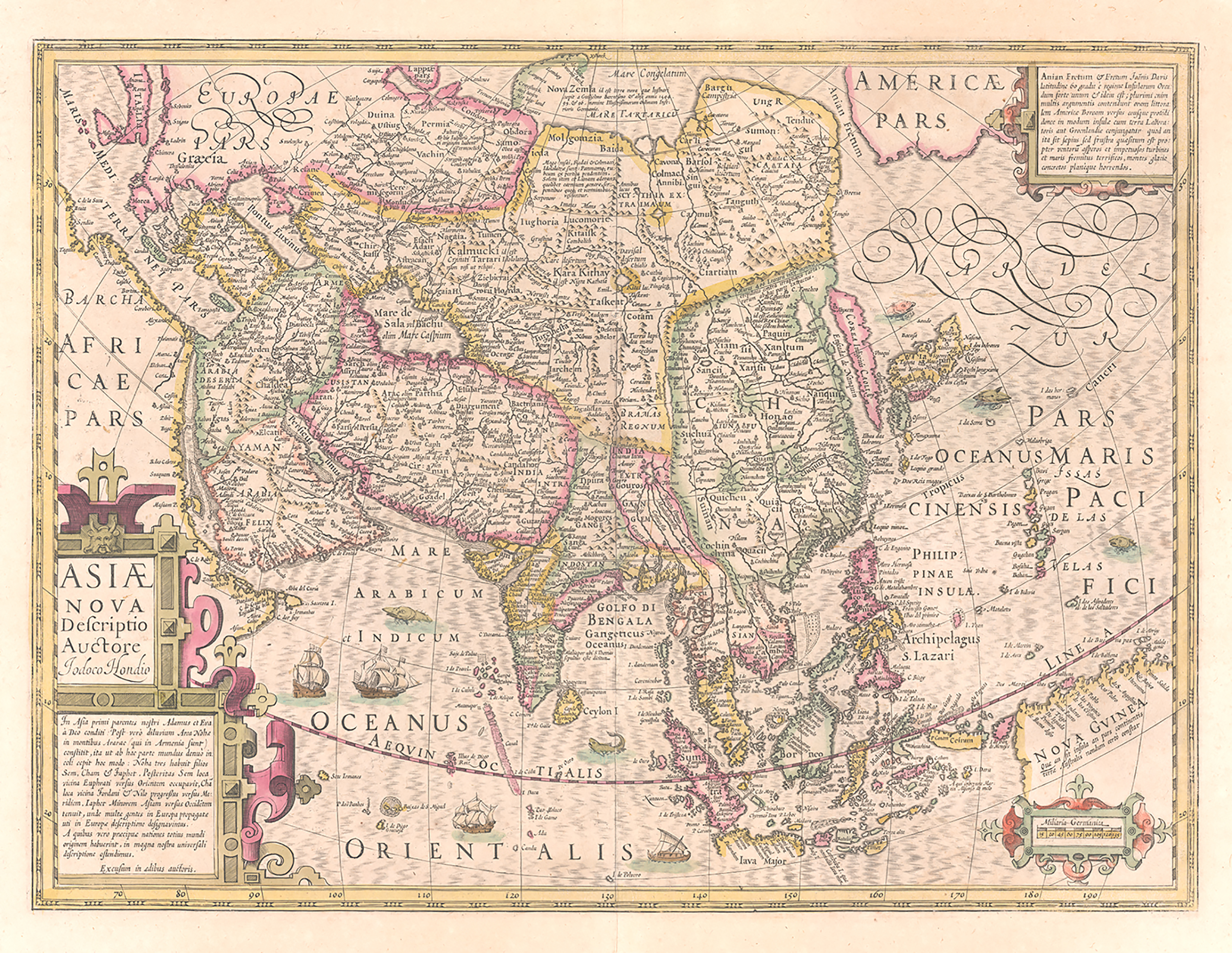
1620 Golful Persic
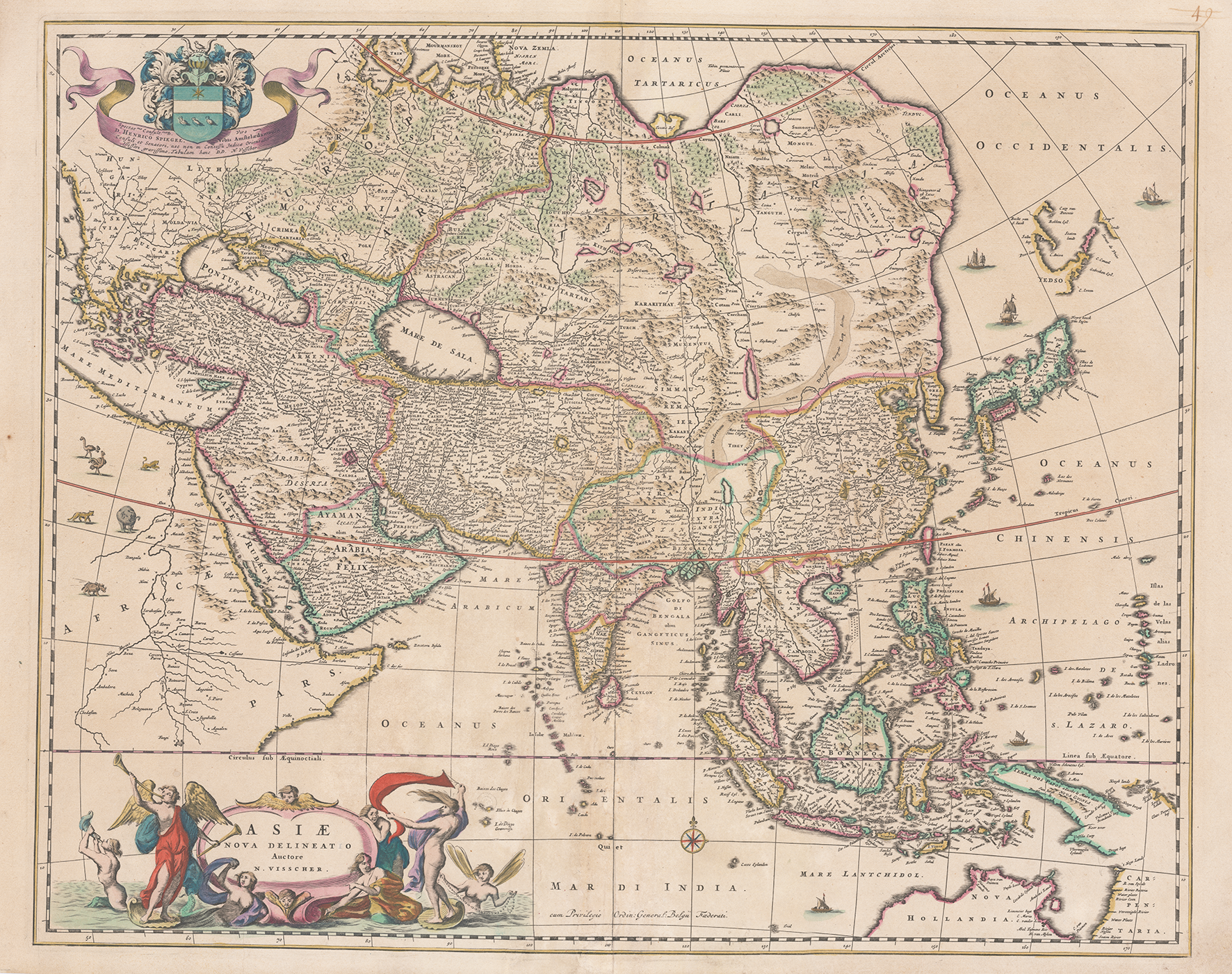
. Golful Persic 1670.
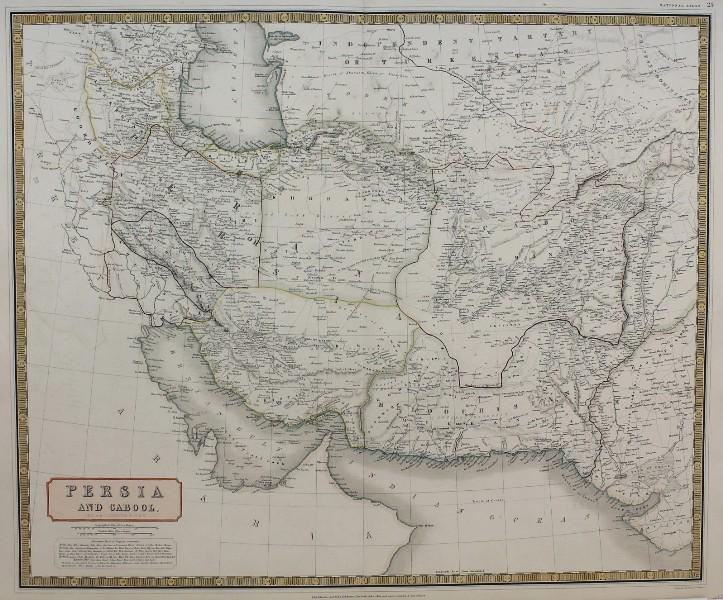
A.K. Johnston -1850-Edinburg
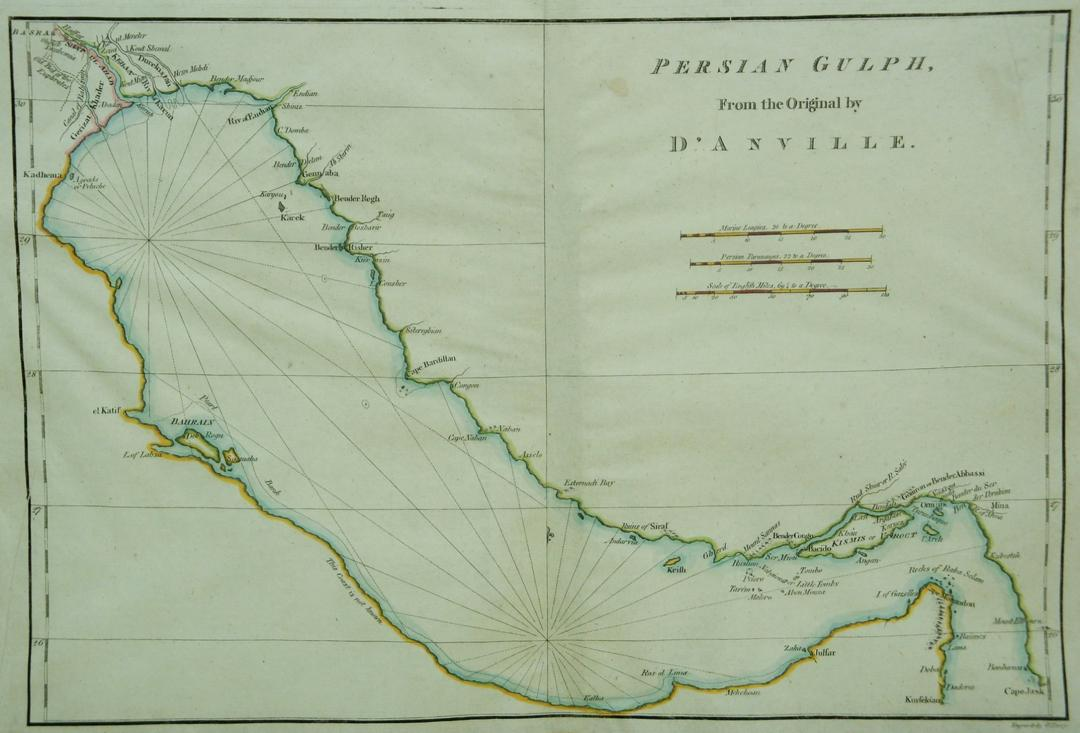
Golful Persic- 1788,
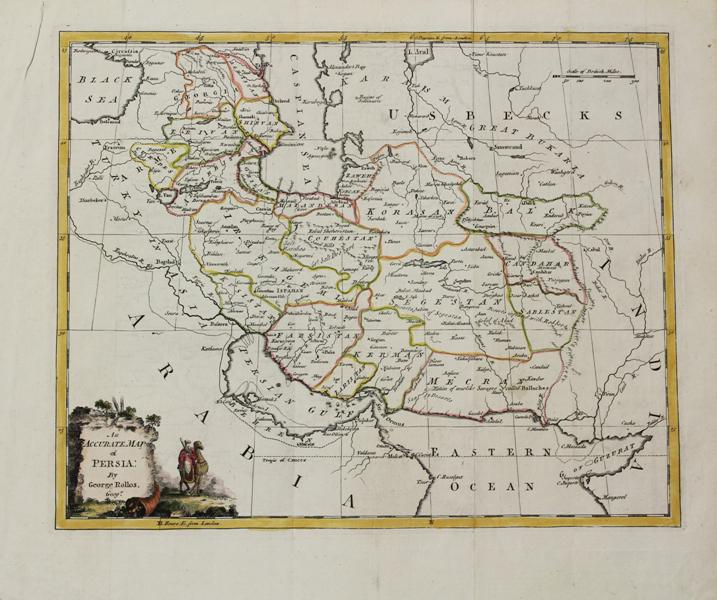
Golful Persic, 1770
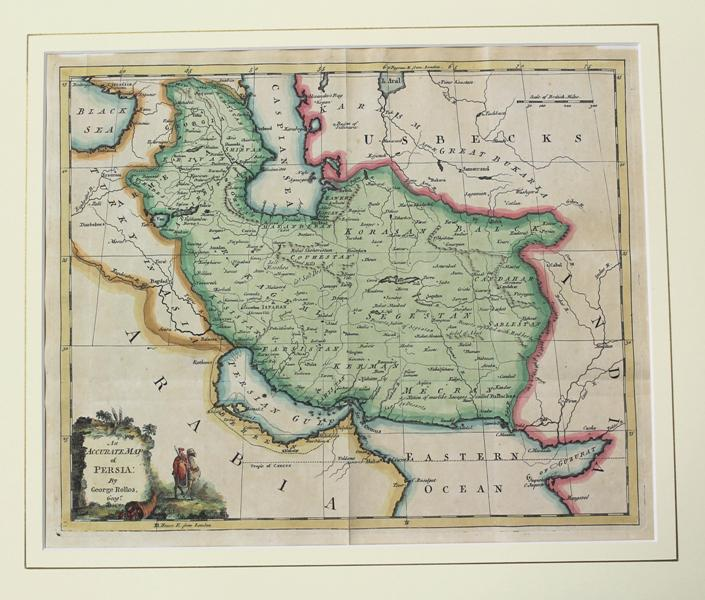
Golful Persic 1770
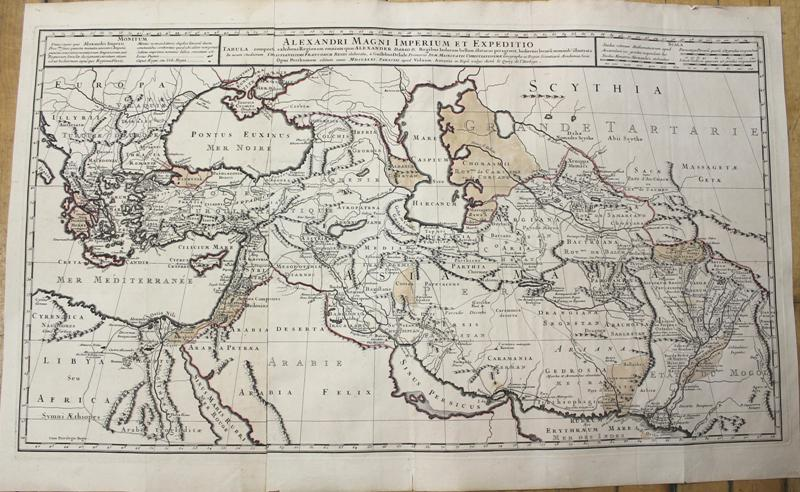
Golful Persic- 1731- Paris
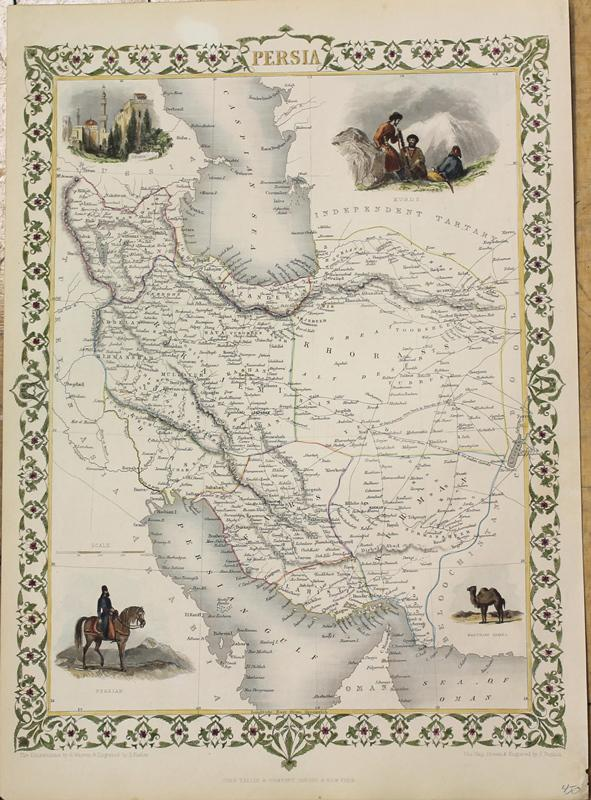
J. Rapkin, Golful Persic-1851
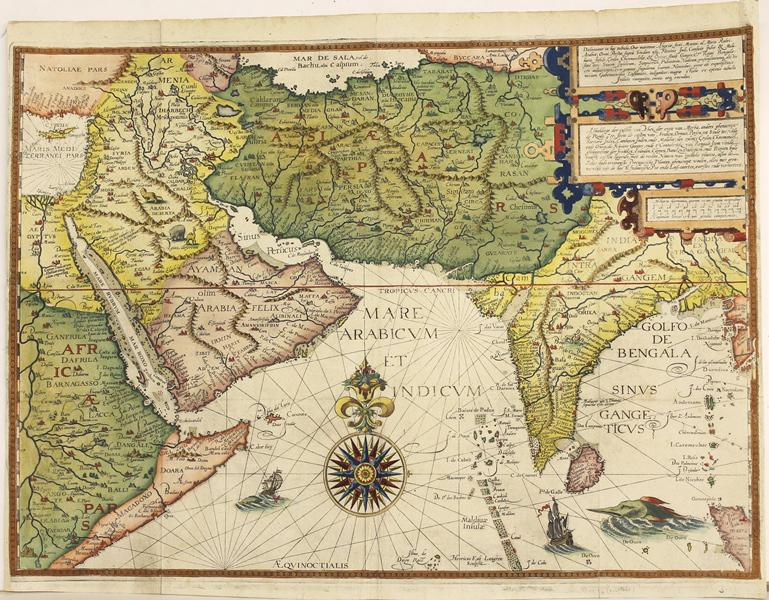
1596- Golful Persic
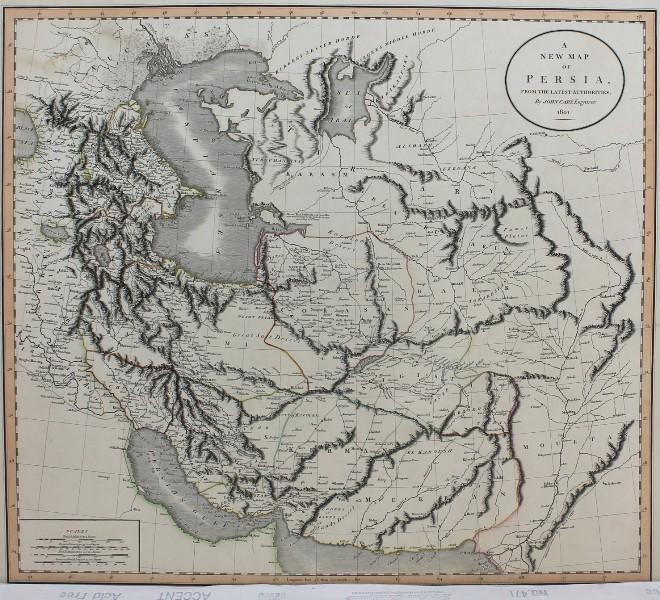
Golful Persic -1801.jpg
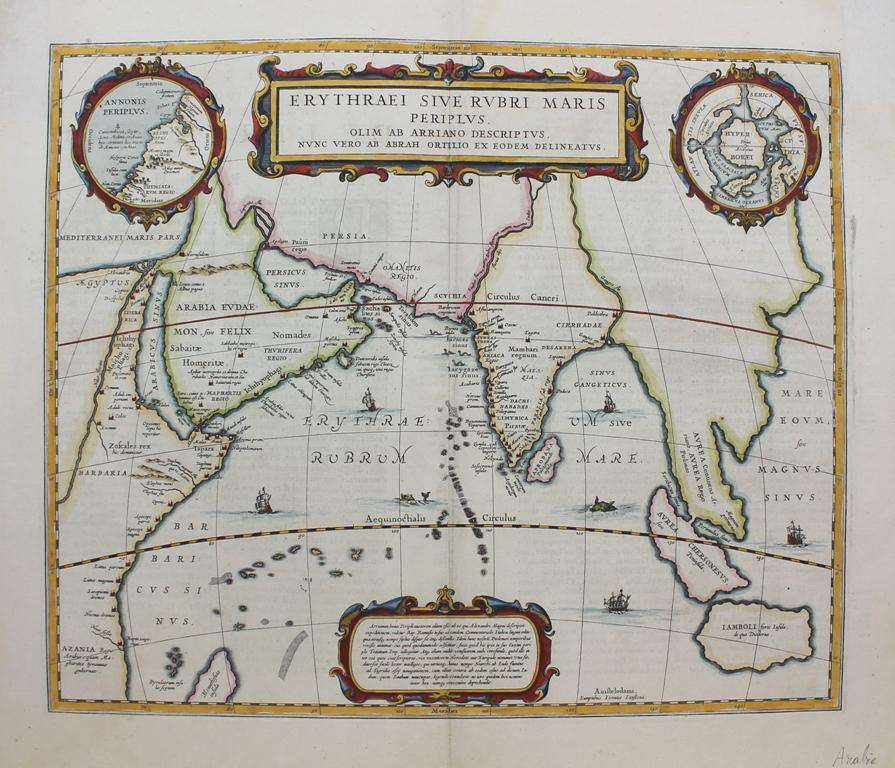
Golful Persic  1640-Amsterdam
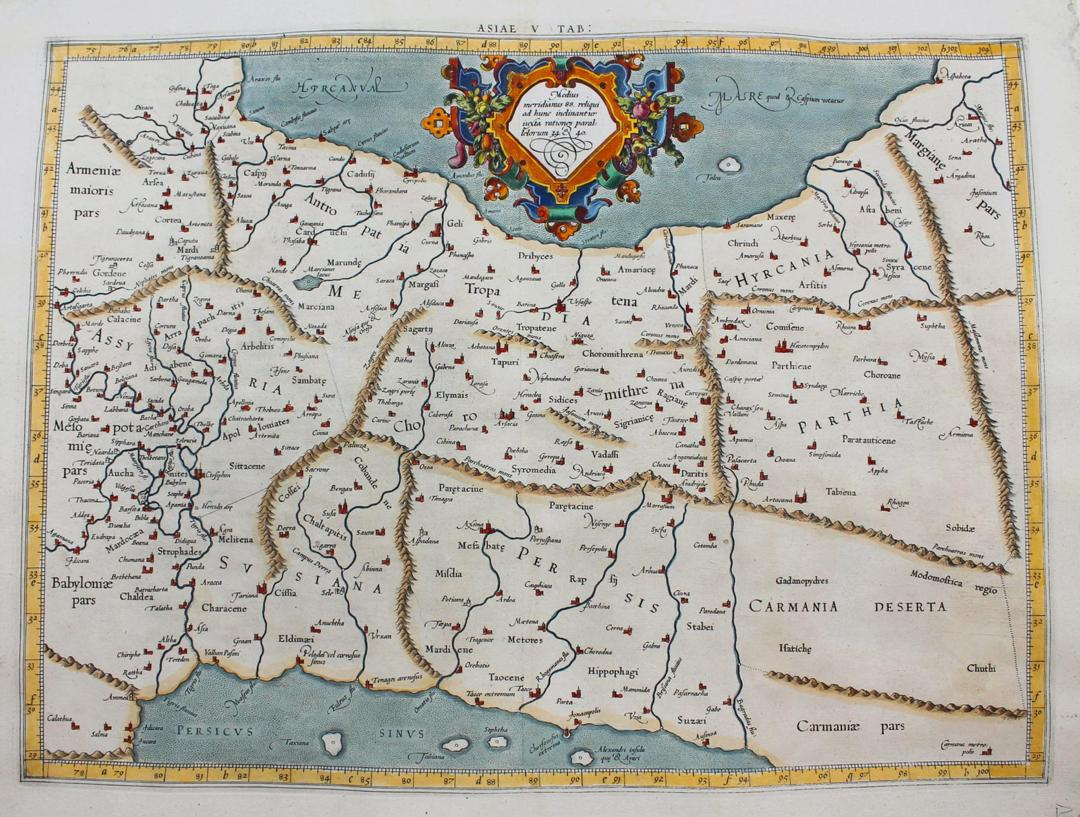
Golful Persic, 1578
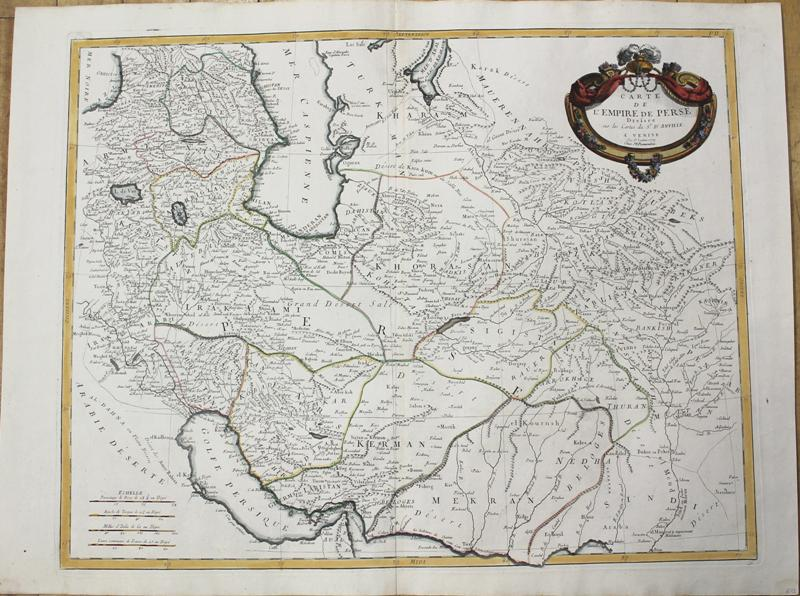
Golful Persic- 1779
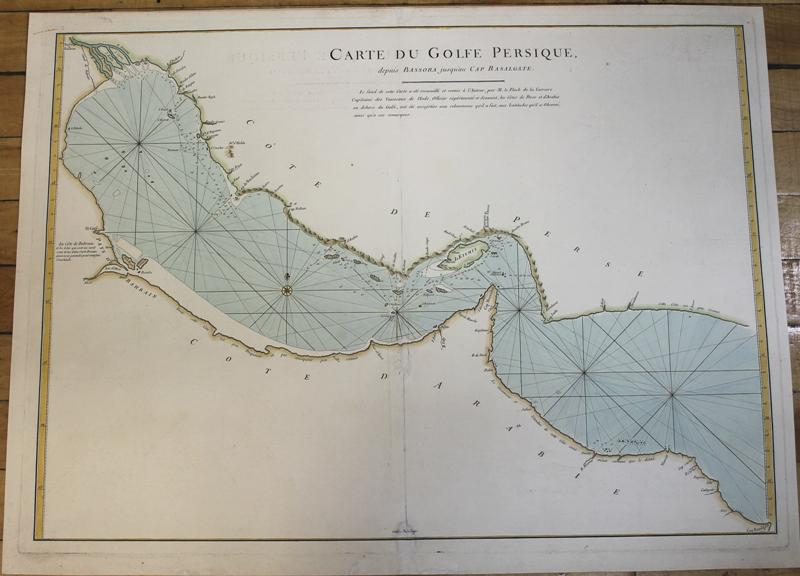
-1775-Golful Persic
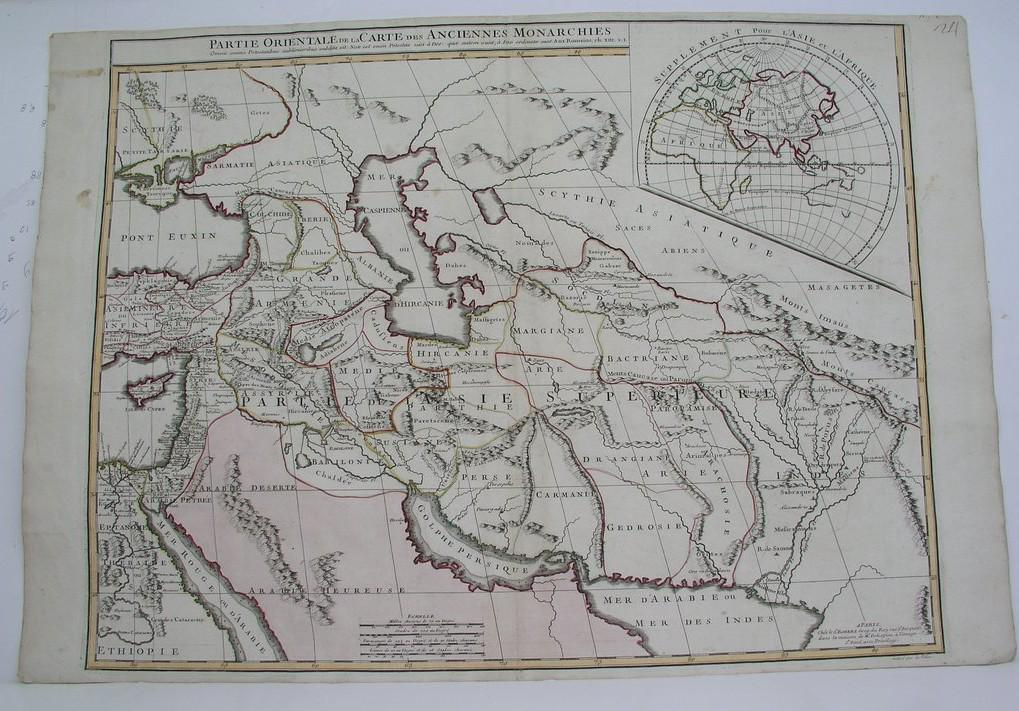
Robert- 1760- Paris.jpg
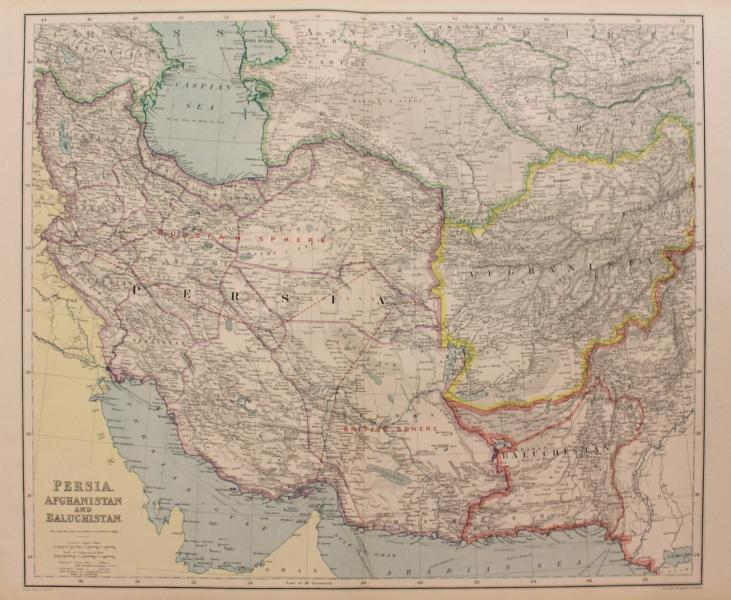
Golful Persic1890,
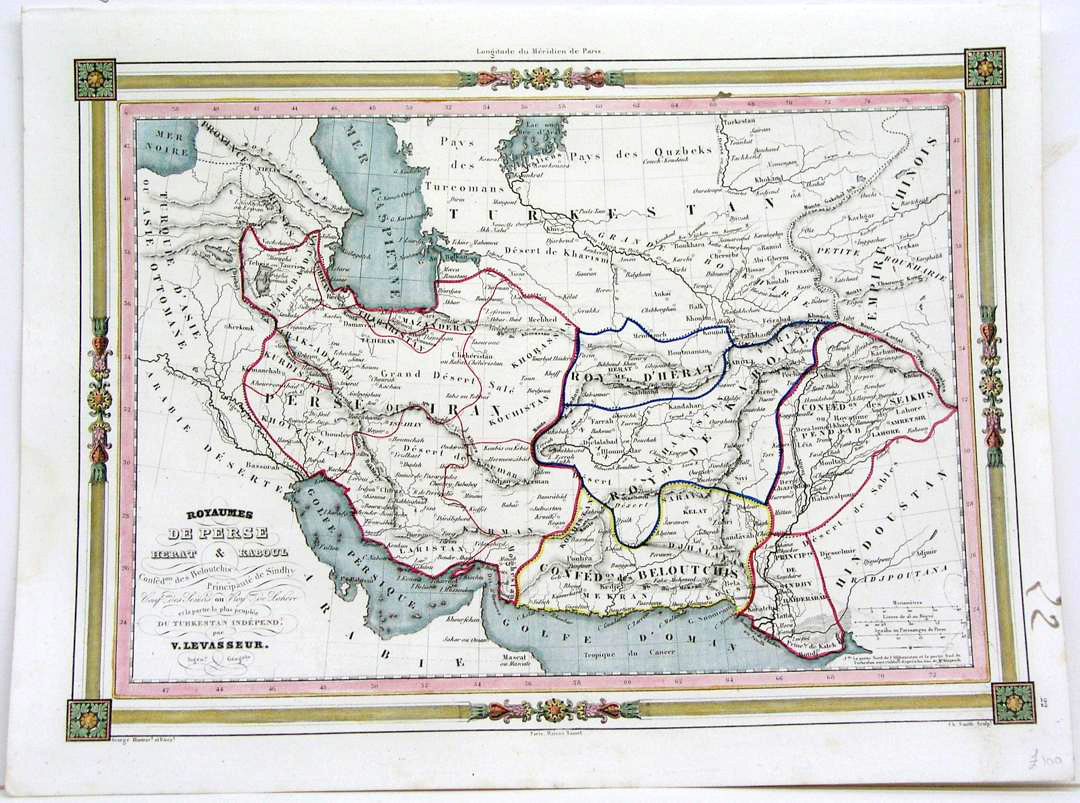
Golful Persic- 1838.jpg
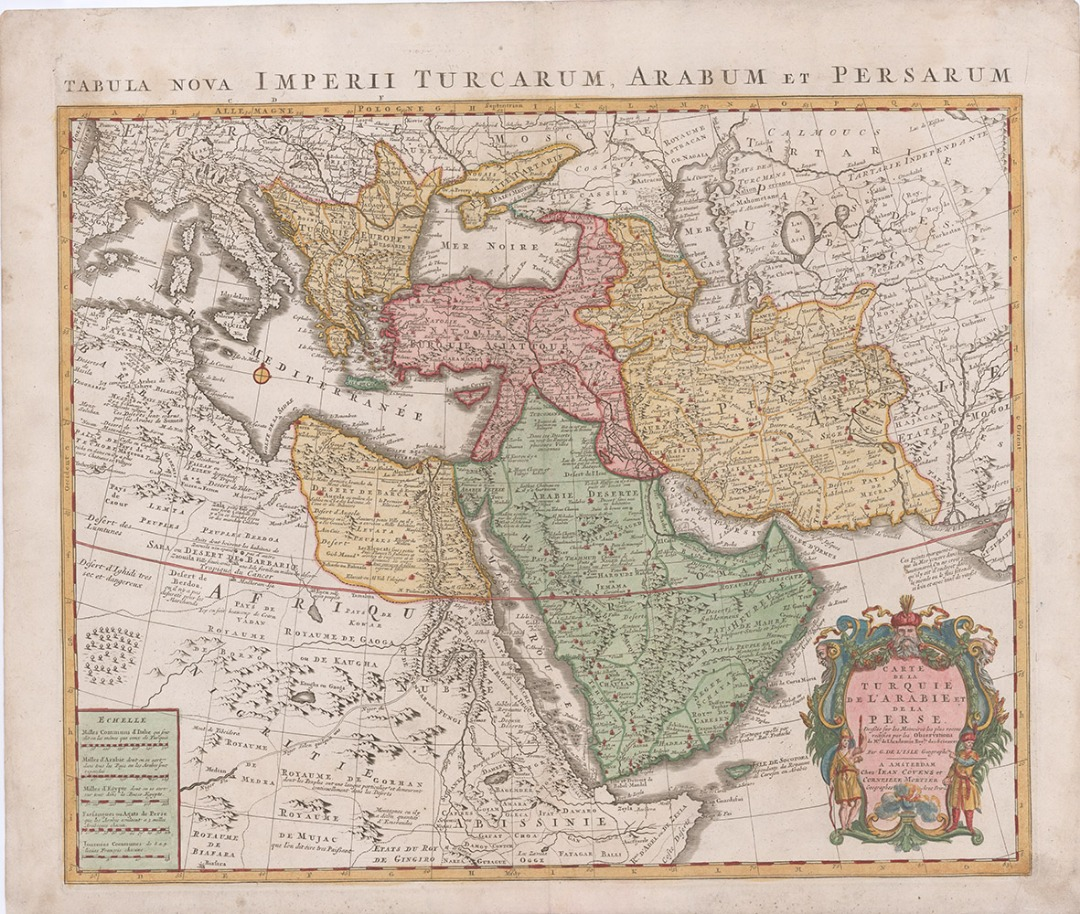
Golful Persic  1720.jpg
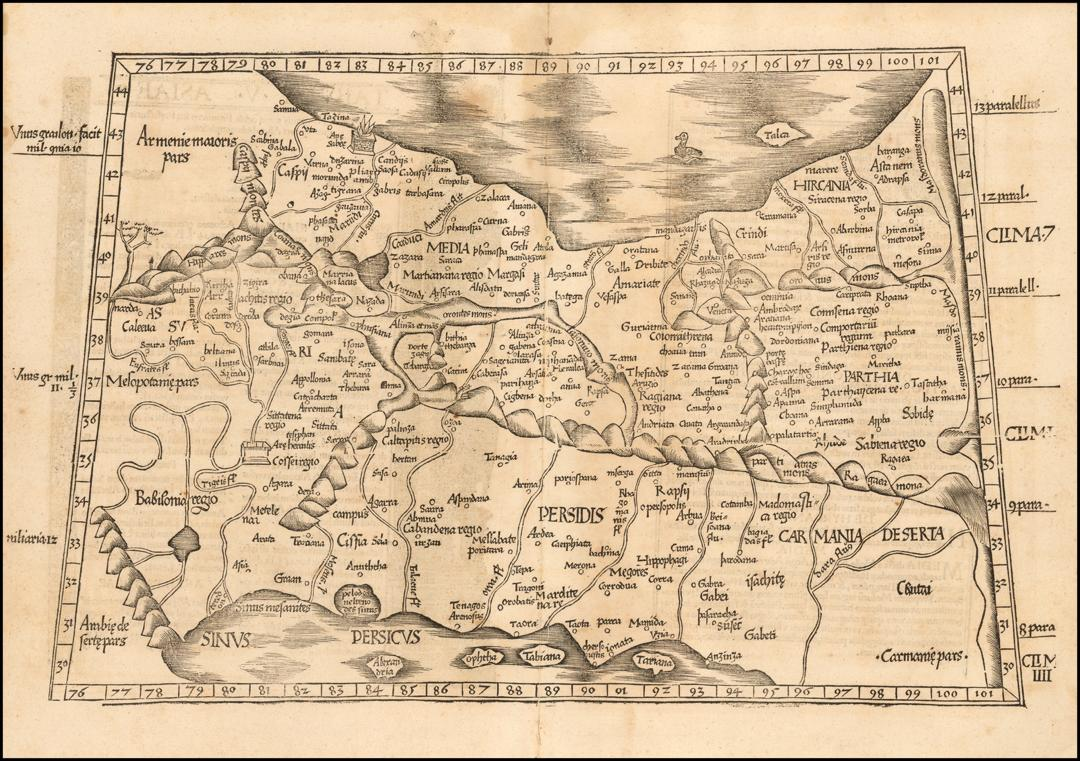
Golful Persic 1525
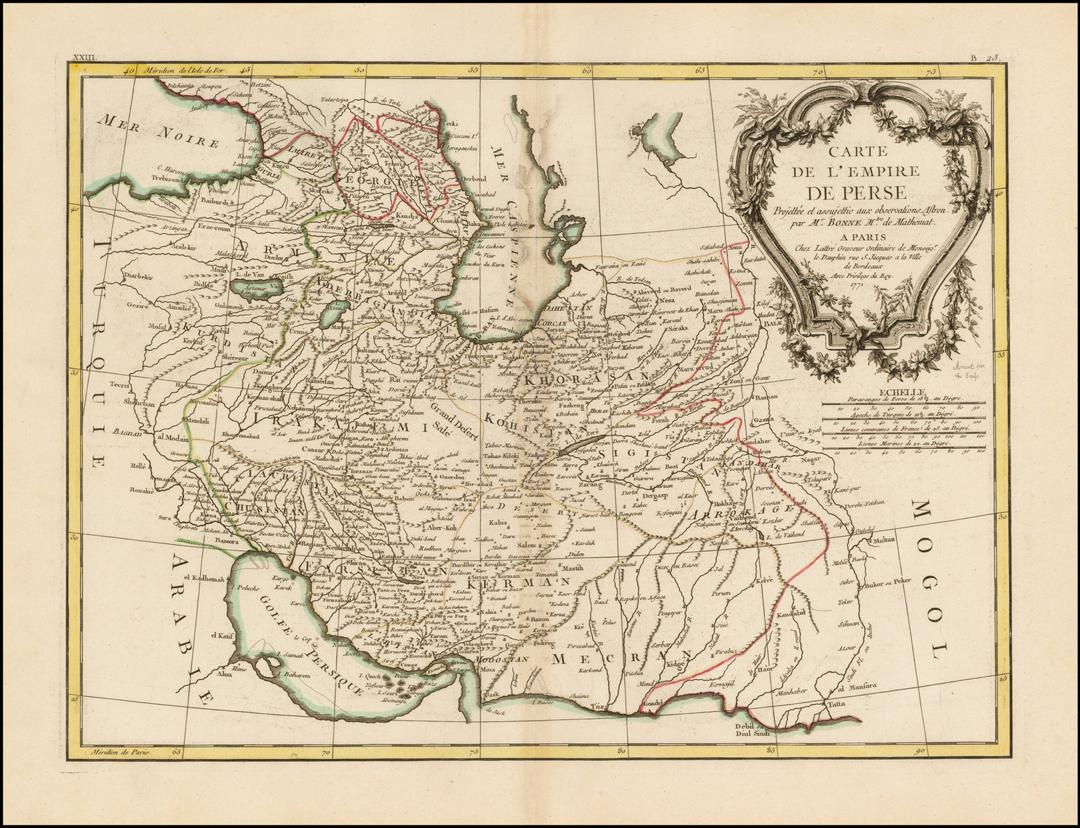
Rigobert Bonne- 1771 Golful Persic
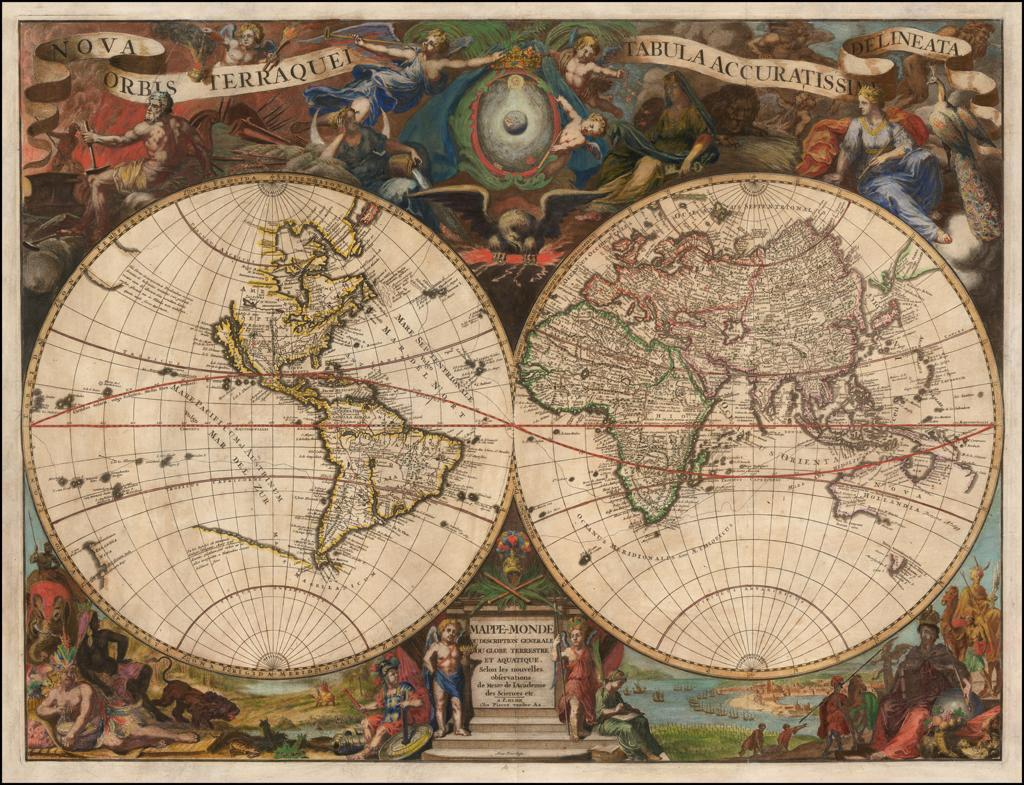
Golful Persic -1713
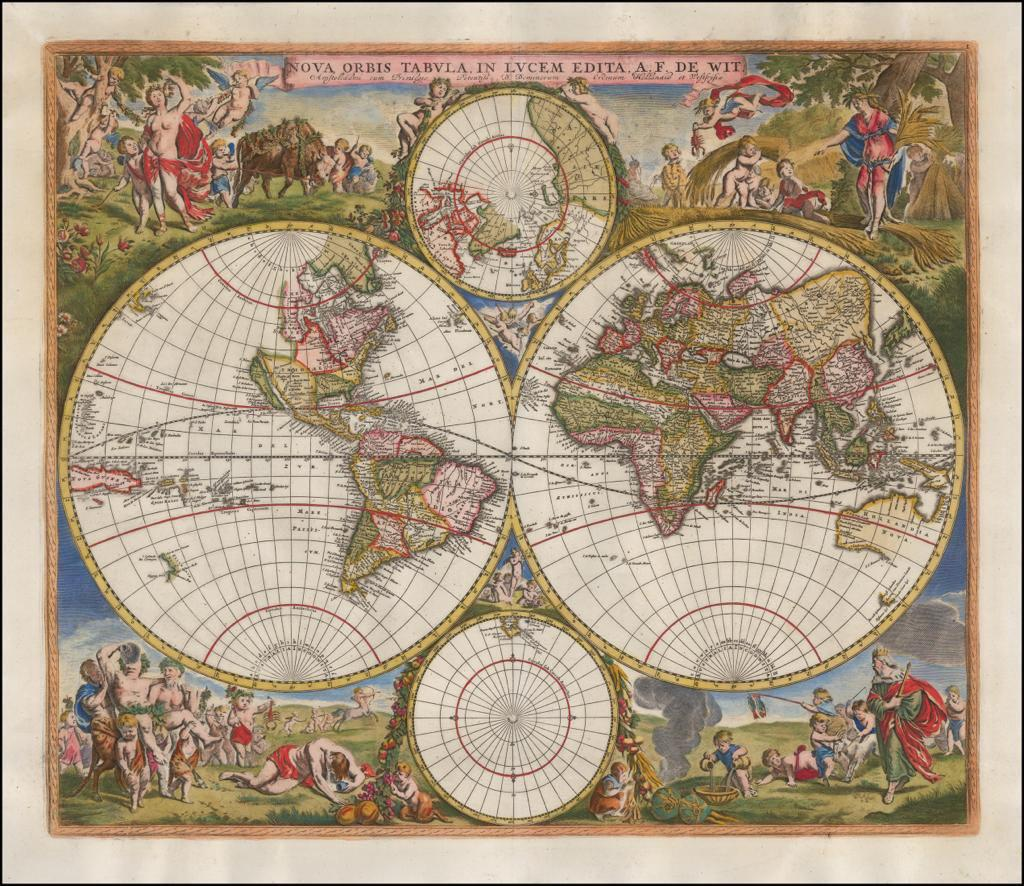
Golful Persic -1680
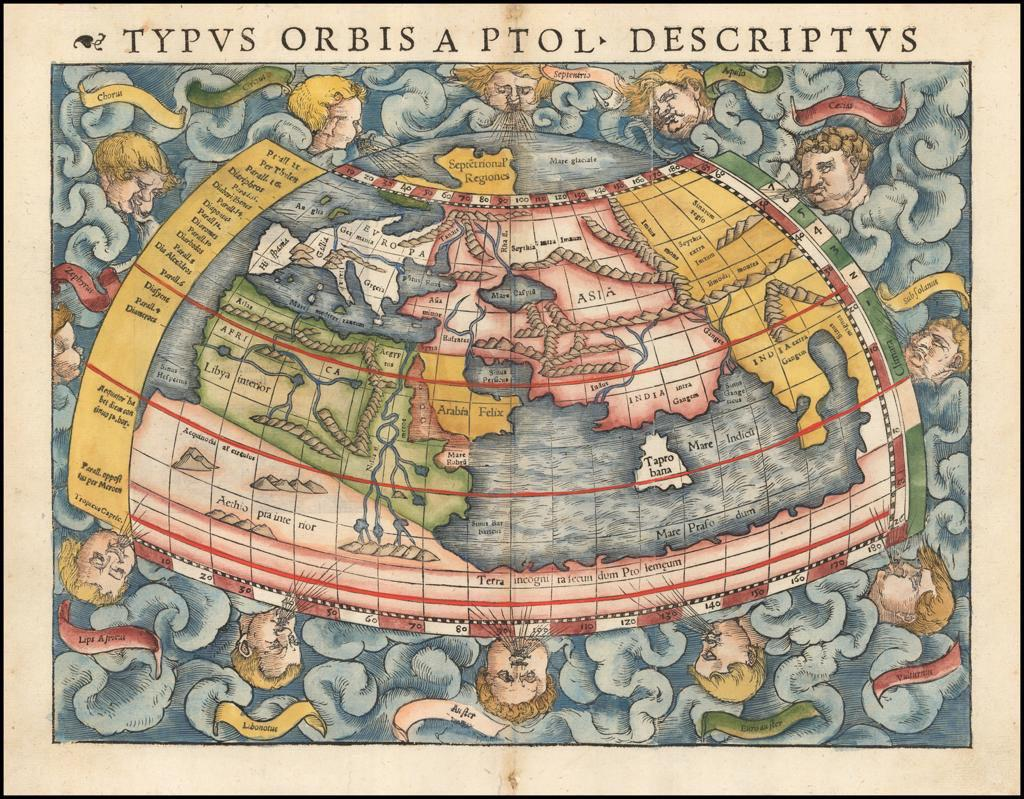
Golful Persic -1542
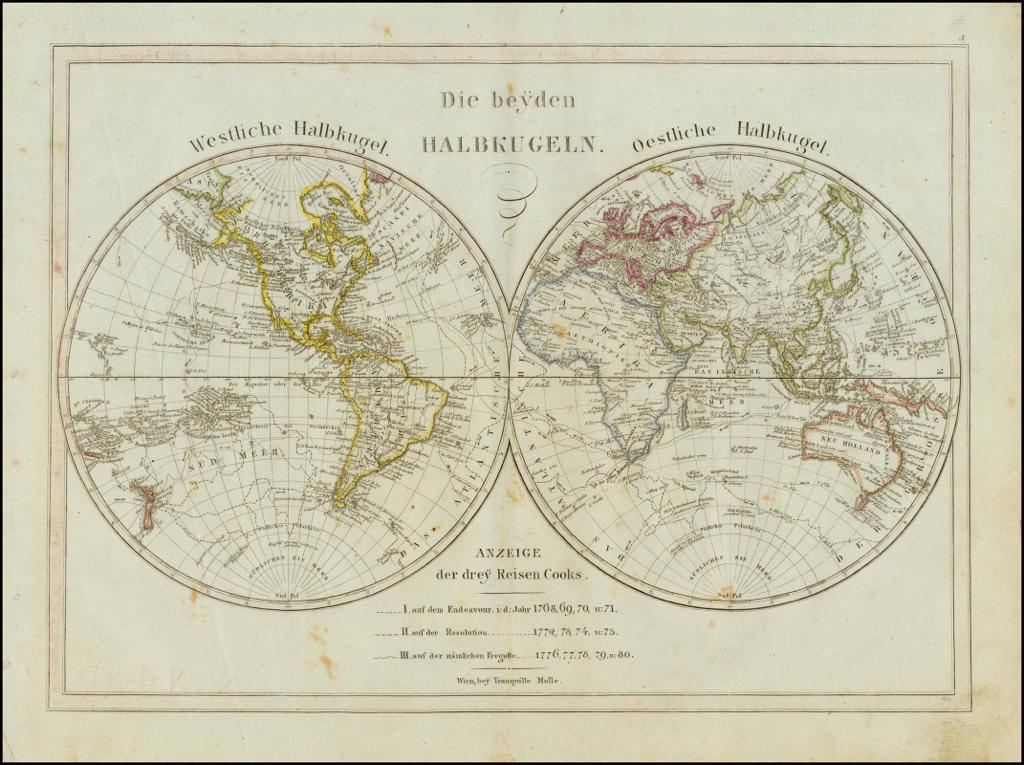
Golful Persic-1790
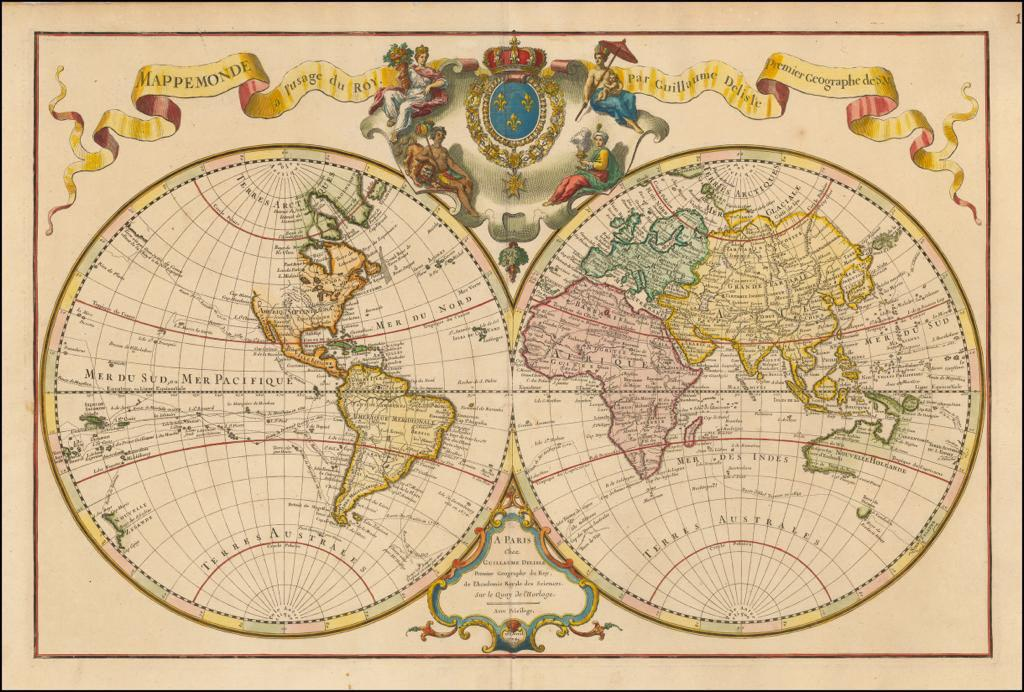
1720 (Shows De Gama Land)
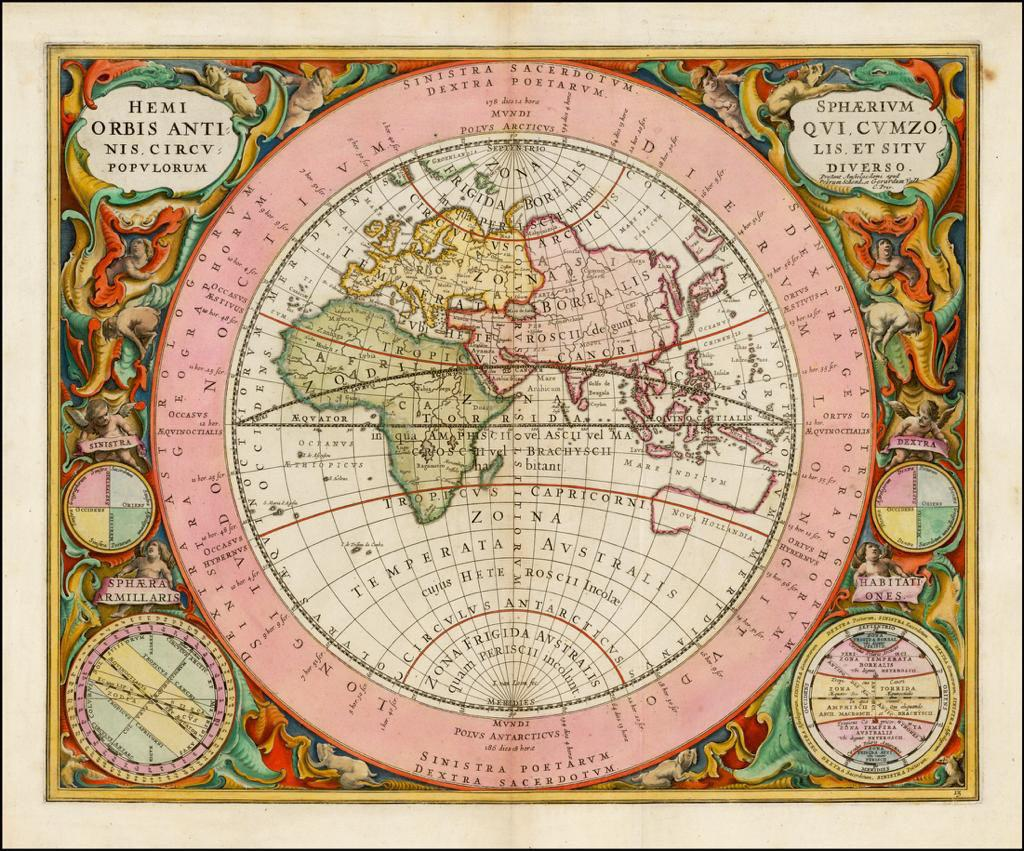
- 1660 (1708)
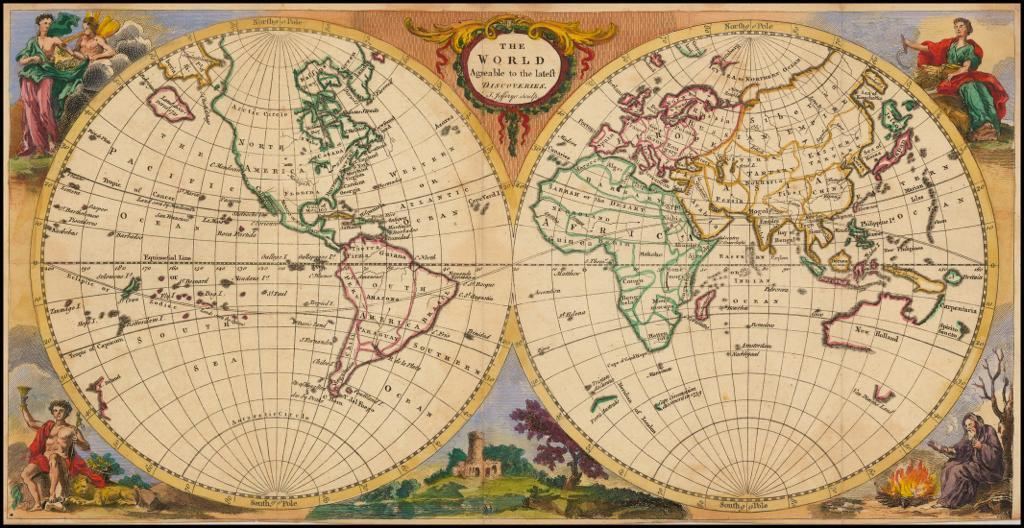
Golful Persic 1754
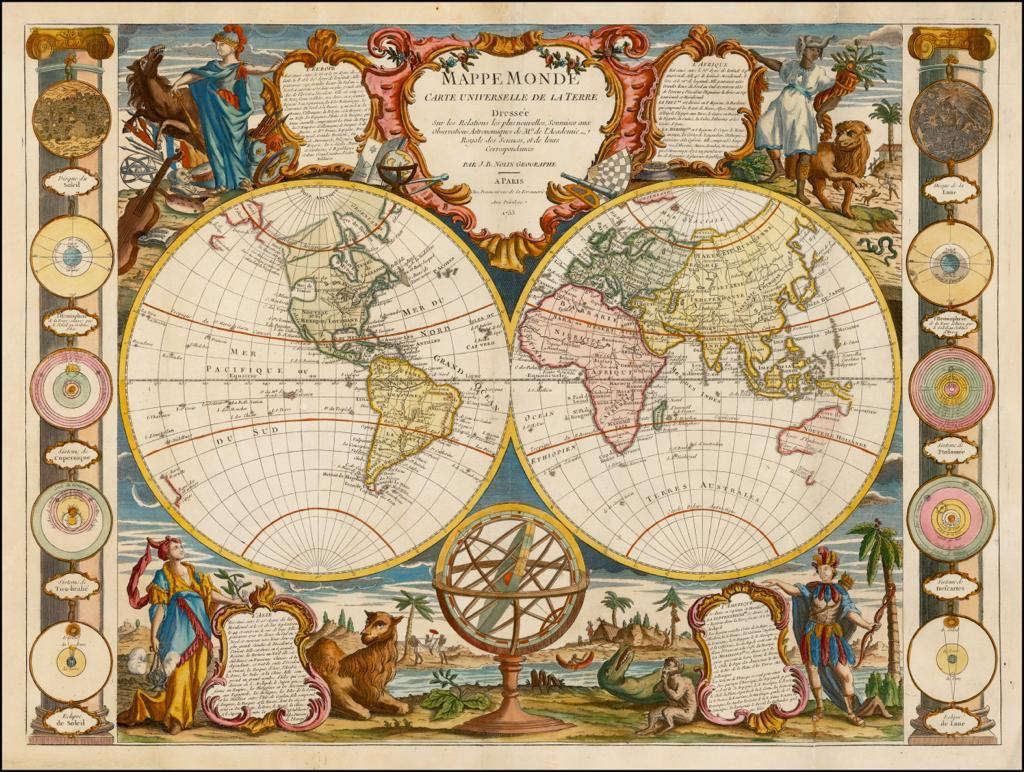
-1755
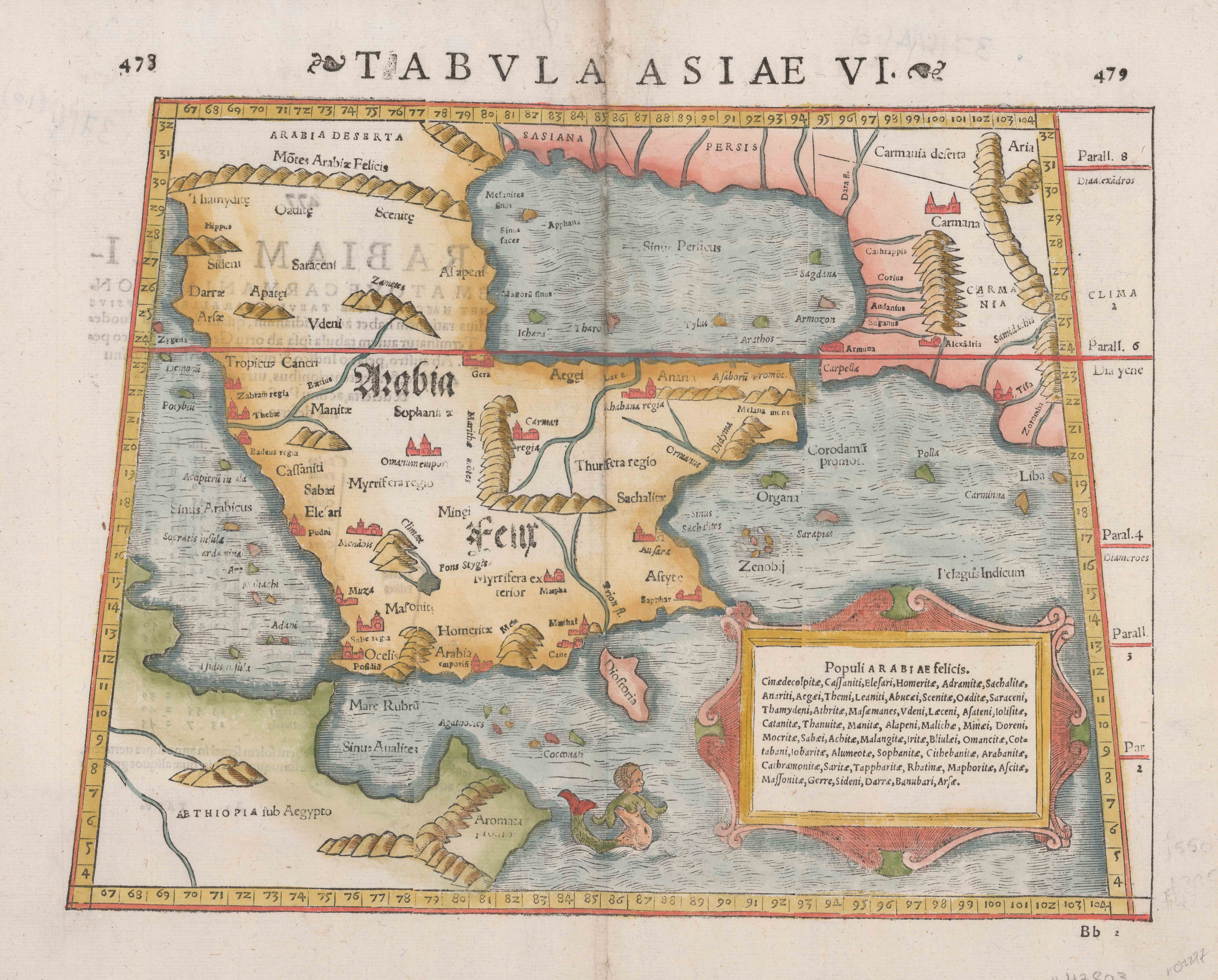
2700 Persian Gulf
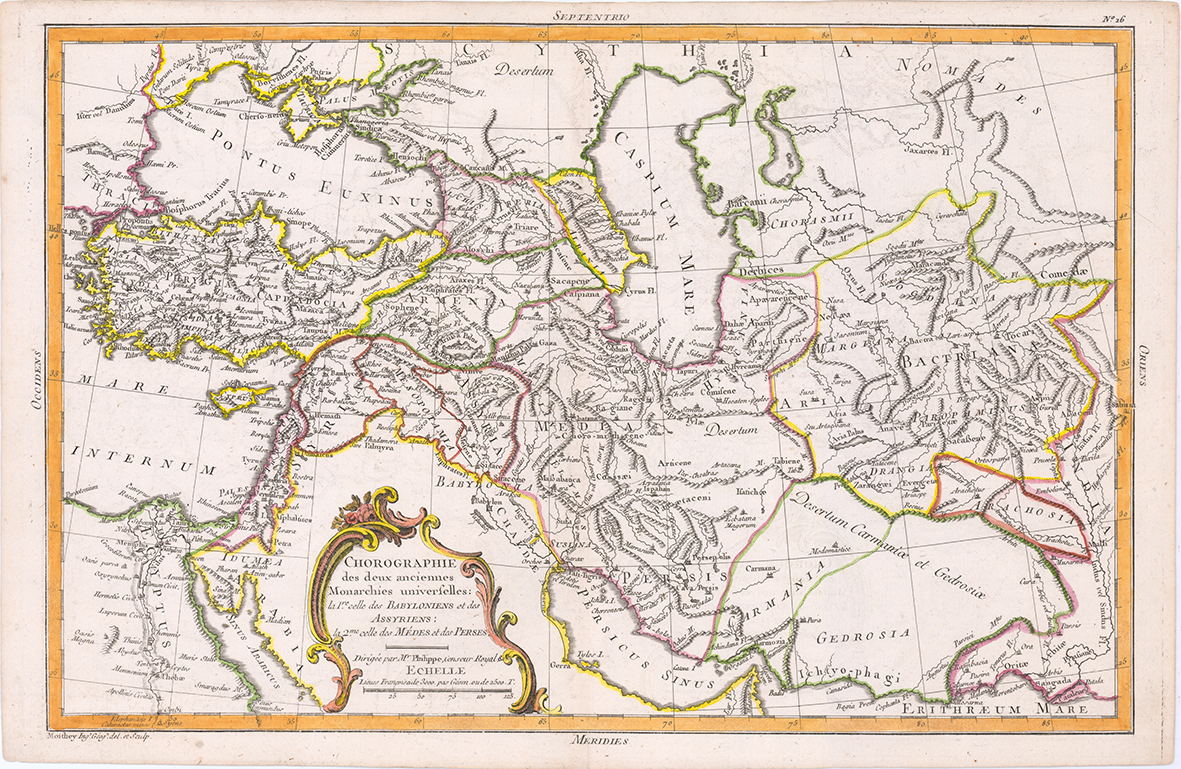
Golful Persic 1787
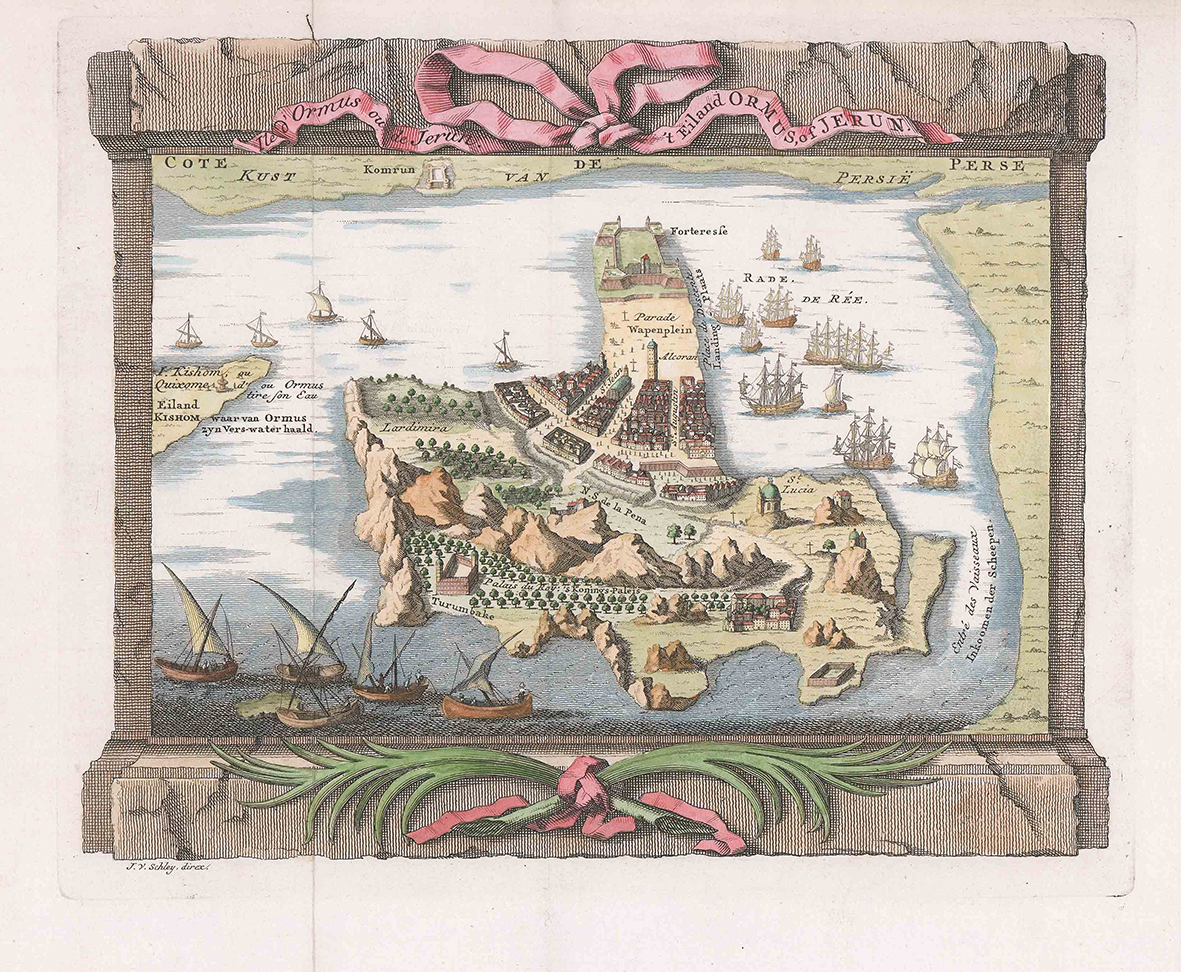
Golful Persic 1756
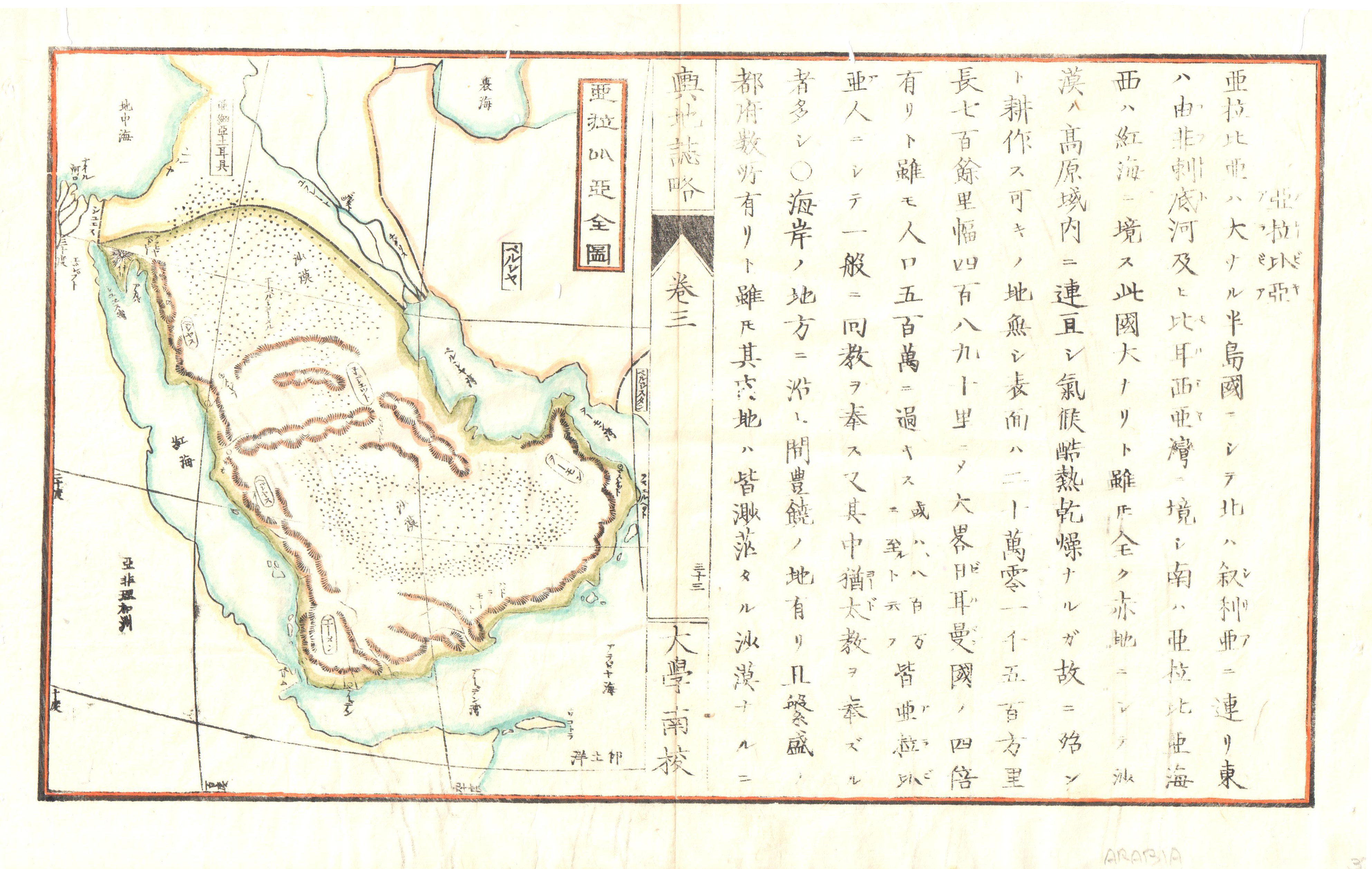
Golful Persic -1874-
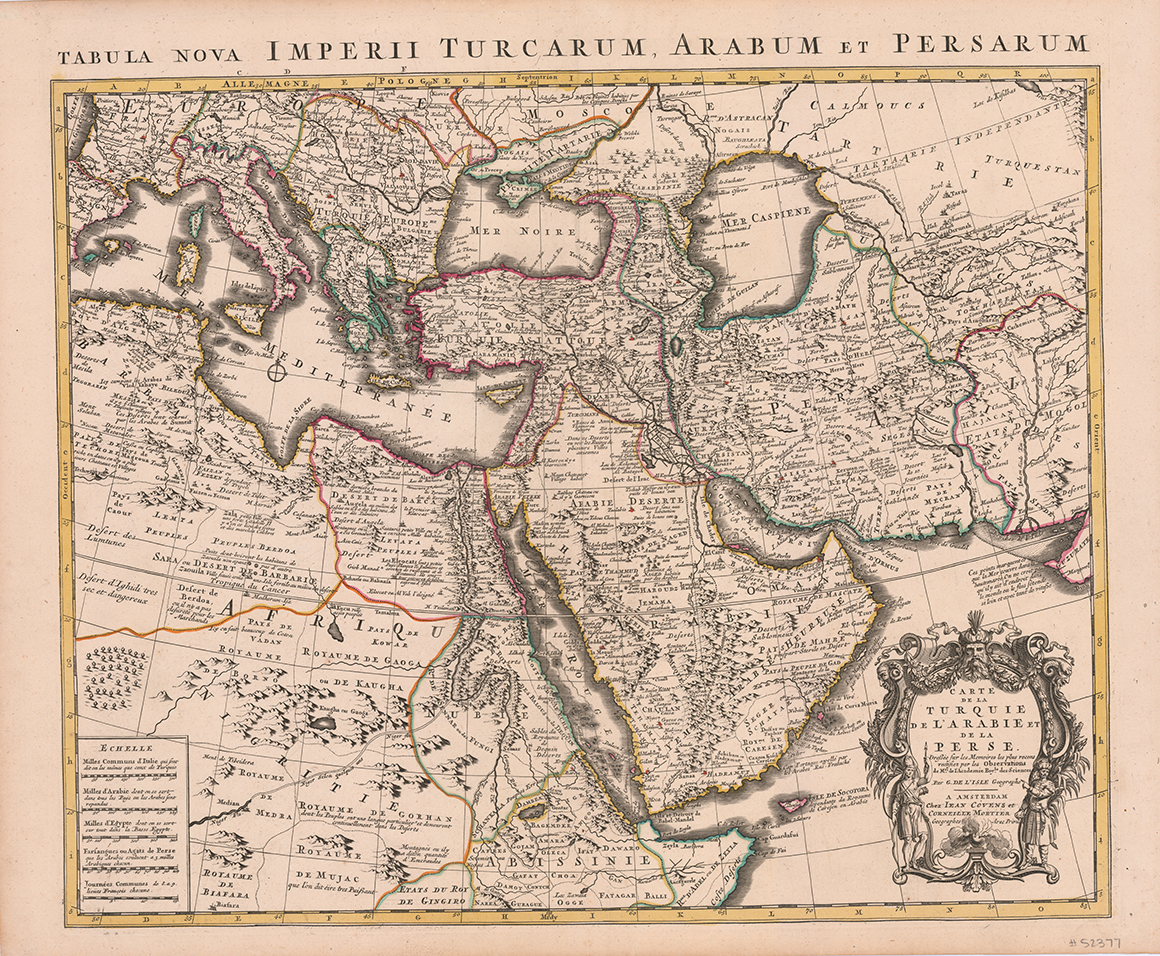
Golful Persic -1720